# Lista de eleições presidenciais no Brasil
Esta é uma lista de eleições presidenciais no Brasil, compreendendo todas as eleições para presidente e vice-presidente do país, desde a de 1891 até a de 2022, englobando todas as Repúblicas brasileiras e seus sufrágios diretos e indiretos. Contabiliza o número de votos dos principais candidatos em cada pleito, sua porcentagem em relação ao total de votos válidos, seus partidos políticos — ou alianças políticas pelas quais foram lançadas as candidaturas —, os votos nulos, brancos e abstenções, além de, a partir de 1945, um mapa relacionando os resultados das eleições aos estados e territórios brasileiros à época.
Desde a proclamação da República Brasileira, seguindo-se a promulgação da constituição de 1891, o Brasil adotou um modelo presidencialista de democracia representativa por meio de sufrágio direto, embora as eleições que ocorreram sob esta Carta tivessem baixa participação popular, restrições grandes quanto ao eleitorado e apresentassem um alto número de fraudes e manipulações relacionadas à prática do coronelismo. O panorama foi alterado com a Carta de 1946 — uma vez que a de 1934 não contemplou eleições presidenciais senão a primeira, de caráter excepcional, e a de 1937 previa eleições que nunca se concretizaram —, que ampliou o eleitorado e instituiu o voto secreto. O Ato Institucional Número Um e, subsequentemente, a constituição de 1967, determinavam a instituição de eleições presidenciais indiretas, realizadas por meio de um colégio eleitoral, modelo que se seguiu até a promulgação da Carta de 1988, que restituiu o voto direto, secreto e universal e possibilitou uma participação popular maior que todos os pleitos anteriores. Desde 1966, as candidaturas para presidente e vice-presidente ocorrem conjuntamente por meio de uma chapa eleitoral e, desde 1989, adota-se o sistema com dois turnos.
Dos 31 pleitos para presidente, 23 foram realizados de forma direta e 8 de forma indireta, tendo havido apenas uma eleição extraordinária, em 1919. Dos diretos, aquele com o maior número de votos totais foi o primeiro turno de 2014 (115 122 611), e o com o menor foi o de 1906 (306 830); dos indiretos, o com maior foi o de 1985 (660) e o com o menor foi o de 1891 (234). No total, houve 32 eleições para vice-presidente (24 diretas e 8 indiretas), na qual 19 foram separadas da eleição do presidente (16 diretas, e 3 indiretas) e 13 foram juntas (8 diretas e 5 indiretas), tendo havido eleições extraordinárias para o cargo em 1903, 1920 e 1922. Além de 1919, apenas em 1934 houve eleição apenas para presidente, só que dessa vez de forma indireta. A primeira escolha de presidente e vice-presidente da Quarta República também constituiu outra exceção, já que a votação para presidente foi direta, mas a do vice indireta e apenas no seguinte (uma em 1945 e a outra em 1946). Apenas 6 eleições foram vencidas pela oposição (1960, 1985, 1989, 2002, 2018 e 2022), sendo cinco diretas e uma indireta. Nas eleições separadas, a oposição ganhou o cargo de vice-presidente uma vez (1891), indiretamente. Duas vezes os vencedores eram de chapas diferentes: 1891 (presidente eleito como situação e vice-presidente como oposição) e 1960 (presidente eleito como oposição e vice-presidente como situação).
As eleições da República Velha não podem ser consideradas democráticas dentro do critérios atuais, pois careciam de sufrágio universal e voto secreto, portanto, entre as eleições diretas, apenas 12 podem ser consideradas plenamente democráticas entre os presidentes e 11 entre os vice-presidentes (3 separadas). 19 presidentes foram eleitos diretamente (9 de forma plenamente democrática) e 8 indiretamente.19 vice-presidentes foram eleitos diretamente (7 de forma plenamente democrática) e 8 indiretamente. 5 presidentes e 5 vice-presidentes ganharam mais de uma eleição, sendo apenas Getúlio Vargas eleito, para presidente, tanto diretamente quanto indiretamente.
A eleição de 1955 foi a primeira com utilização de cédula eleitoral oficial confeccionada pela Justiça Eleitoral. Antes de 1955 os próprios partidos políticos confeccionavam e distribuíam as cédulas. Desde 1998 utiliza-se a urna eletrônica.

## República Velha
A constituição brasileira de 1891 dava o direito ao voto e de se eleger apenas a homens com mais de 21 anos, que não fossem mendigos, analfabetos, clérigos ou praças (excetuados alunos das escolas militares de ensino superior). No entanto, apesar de o direito de voto ter sido estendido a mais pessoas, se comparado ao Brasil Império, a taxa de participação da população brasileira nas eleições era muito pequena. A eleição para presidente e vice eram realizadas de modo separado, e havia a possibilidade de a mesma pessoa se candidatar tanto para presidente quanto para vice.
Durante a vigência da Carta de 1891, o voto não era secreto, e práticas como o coronelismo exerciam grande influência no resultado das urnas. Muitos coronéis praticavam a fraude eleitoral e coagiam pessoas a votarem em determinado candidato. Com isso, não se pode determinar os resultados exatos das eleições deste período. Todas as eleições presidenciais foram vencidas pela situação.

### 1891
Após a proclamação da República do Brasil em 1889, o Marechal  Deodoro da Fonseca assumiu a presidência na qualidade de Chefe do Governo Provisório. Embora a constituição brasileira de 1891 determinasse que o presidente da república fosse eleito em sufrágio direto, suas disposições transitórias previam que, para o primeiro período presidencial, o presidente seria eleito pelo Congresso Constituinte, logo após promulgada a constituição. Tal dispositivo já fora previsto no artigo 62 do chamado "regulamento alvim", o Decreto de 23 de junho de 1890, que dispunha:
Aos cidadãos eleitos para o primeiro Congresso, entendem-se conferidos poderes especiais para exprimir a vontade nacional acerca da Constituição publicada pelo Decreto nº 510, de 22 de junho do corrente, bem como para eleger o primeiro presidente e o vice-presidente da República.— 
| Eleição para presidente do Brasil em 1891 | Eleição para presidente do Brasil em 1891 | Eleição para presidente do Brasil em 1891 | Eleição para presidente do Brasil em 1891 | Eleição para presidente do Brasil em 1891 | Eleição para presidente do Brasil em 1891 | Eleição para vice-presidente do Brasil em 1891 | Eleição para vice-presidente do Brasil em 1891 | Eleição para vice-presidente do Brasil em 1891 | Eleição para vice-presidente do Brasil em 1891 | Eleição para vice-presidente do Brasil em 1891 | Eleição para vice-presidente do Brasil em 1891 |
| Partido                                   | Partido                                   | Candidato                                 | Candidato                                 | Votos                                     | %                                         | Partido                                        | Partido                                        | Candidato                                      | Candidato                                      | Votos                                          | %                                              |
| ----------------------------------------- | ----------------------------------------- | ----------------------------------------- | ----------------------------------------- | ----------------------------------------- | ----------------------------------------- | ---------------------------------------------- | ---------------------------------------------- | ---------------------------------------------- | ---------------------------------------------- | ---------------------------------------------- | ---------------------------------------------- |
|                                           | nenhum                                    |                                           | Deodoro da Fonseca                        | 129                                       | 55,13                                     |                                                | nenhum                                         |                                                | Floriano Peixoto                               | 153                                            | 65,38                                          |
|                                           | Partido Republicano Paulista              |                                           | Prudente de Morais                        | 97                                        | 41,45                                     |                                                | nenhum                                         |                                                | Eduardo Wandenkolk                             | 57                                             | 24,36                                          |
| Outros                                    | Outros                                    | Outros                                    | Outros                                    | 8                                         | 3,42                                      | Outros                                         | Outros                                         | Outros                                         | Outros                                         | 24                                             | 10,26                                          |
| Congressistas presentes                   | Congressistas presentes                   | Congressistas presentes                   | Congressistas presentes                   | 234                                       | 100,00                                    | Congressistas presentes                        | Congressistas presentes                        | Congressistas presentes                        | Congressistas presentes                        | 234                                            | 100,00                                         |

Candidaturas menos expressivas para presidente incluem: Floriano Peixoto (3 votos), Joaquim Saldanha Marinho (2 votos) e José Higino Duarte Pereira (1 voto), além de 2 votos em branco; para vice-presidente, incluem: Prudente de Morais (12 votos), Coronel Piragibe (5 votos), José de Almeida Barreto (4 votos) e Custódio de Mello (1 voto), além de 2 votos em branco. Havia 34 congressistas ausentes e 234 presentes.

### 1894
| Eleição para presidente do Brasil em 1894 | Eleição para presidente do Brasil em 1894 | Eleição para presidente do Brasil em 1894 | Eleição para presidente do Brasil em 1894 | Eleição para presidente do Brasil em 1894 | Eleição para presidente do Brasil em 1894 | Eleição para vice-presidente do Brasil em 1894 | Eleição para vice-presidente do Brasil em 1894 | Eleição para vice-presidente do Brasil em 1894 | Eleição para vice-presidente do Brasil em 1894 | Eleição para vice-presidente do Brasil em 1894 | Eleição para vice-presidente do Brasil em 1894 |
| Partido                                   | Partido                                   | Candidato                                 | Candidato                                 | Votos                                     | %                                         | Partido                                        | Partido                                        | Candidato                                      | Candidato                                      | Votos                                          | %                                              |
| ----------------------------------------- | ----------------------------------------- | ----------------------------------------- | ----------------------------------------- | ----------------------------------------- | ----------------------------------------- | ---------------------------------------------- | ---------------------------------------------- | ---------------------------------------------- | ---------------------------------------------- | ---------------------------------------------- | ---------------------------------------------- |
|                                           | Partido Republicano Federal               |                                           | Prudente de Morais                        | 276 583                                   | 80,12                                     |                                                | Partido Republicano Federal                    |                                                | Manuel Vitorino                                | 249 638                                        | 77,26                                          |
|                                           | Partido Republicano Mineiro               |                                           | Afonso Pena                               | 38 291                                    | 11,09                                     |                                                | nenhum                                         |                                                | José Luís de Almeida Couto                     | 31 819                                         | 9,85                                           |
| Outros                                    | Outros                                    | Outros                                    | Outros                                    | 16 030                                    | 4,64                                      | Outros                                         | Outros                                         | Outros                                         | Outros                                         | 57 539                                         | 17,81                                          |
| Total de votos válidos                    | Total de votos válidos                    | Total de votos válidos                    | Total de votos válidos                    | 345 204                                   | 100,00                                    | Total de votos válidos                         | Total de votos válidos                         | Total de votos válidos                         | Total de votos válidos                         | 323 114                                        | 100,00                                         |

No total, 203 nomes foram votados para a presidência e 335 para vice-presidência. Houve 10 903 votos brancos e nulos para presidente e 16 464 para vice-presidente.

### 1898
| Eleição para presidente do Brasil em 1898 | Eleição para presidente do Brasil em 1898 | Eleição para presidente do Brasil em 1898 | Eleição para presidente do Brasil em 1898 | Eleição para presidente do Brasil em 1898 | Eleição para presidente do Brasil em 1898 | Eleição para vice-presidente do Brasil em 1898 | Eleição para vice-presidente do Brasil em 1898 | Eleição para vice-presidente do Brasil em 1898 | Eleição para vice-presidente do Brasil em 1898 | Eleição para vice-presidente do Brasil em 1898 | Eleição para vice-presidente do Brasil em 1898 |
| Partido                                   | Partido                                   | Candidato                                 | Candidato                                 | Votos                                     | %                                         | Partido                                        | Partido                                        | Candidato                                      | Candidato                                      | Votos                                          | %                                              |
| ----------------------------------------- | ----------------------------------------- | ----------------------------------------- | ----------------------------------------- | ----------------------------------------- | ----------------------------------------- | ---------------------------------------------- | ---------------------------------------------- | ---------------------------------------------- | ---------------------------------------------- | ---------------------------------------------- | ---------------------------------------------- |
|                                           | Partido Republicano Paulista              |                                           | Campos Sales                              | 420 286                                   | 90,93                                     |                                                | Partido Republicano Federal                    |                                                | Francisco de Assis Rosa e Silva                | 412 074                                        | 89,45                                          |
|                                           | Partido Republicano Federal               |                                           | Lauro Sodré                               | 38 929                                    | 8,42                                      |                                                | Partido Republicano Federal                    |                                                | Fernando Lobo Leite Pereira                    | 40 629                                         | 8,81                                           |
| Outros                                    | Outros                                    | Outros                                    | Outros                                    | 2 736                                     | 0,59                                      | Outros                                         | Outros                                         | Outros                                         | Outros                                         | 48 594                                         | 10,55                                          |
| Total de votos válidos                    | Total de votos válidos                    | Total de votos válidos                    | Total de votos válidos                    | 462 188                                   | 100,00                                    | Total de votos válidos                         | Total de votos válidos                         | Total de votos válidos                         | Total de votos válidos                         | 339 536                                        | 100,00                                         |

No total, 148 nomes foram votados para a presidência e 169 para vice-presidência, mesmo sem registro. Houve 7 812 votos brancos e nulos para presidente e 9 322 para vice-presidente. É importante atentar para uma possível
incongruência nos dados da eleição para vice-presidente, pois para que o percentual de votos de Francisco de Assis Rosa e Silva possa ser de 89,45% o número do qual esta percentagem é obtida é de 460.675. Como não se menciona outro número para votos brancos e nulos e também para votos válidos, bem como não há qualquer informação sobre abstenção eleitoral, o comparecimento só pode ser calculado supondo-se Total de Votos Válidos mais Brancos e Nulos, o que produziria um número apenas de  348.858, ou seja, menor do que os votos obtidos pelo candidato.

### 1902
| Eleição para presidente do Brasil em 1902 | Eleição para presidente do Brasil em 1902 | Eleição para presidente do Brasil em 1902 | Eleição para presidente do Brasil em 1902 | Eleição para presidente do Brasil em 1902 | Eleição para presidente do Brasil em 1902 | Eleição para vice-presidente do Brasil em 1902 | Eleição para vice-presidente do Brasil em 1902 | Eleição para vice-presidente do Brasil em 1902 | Eleição para vice-presidente do Brasil em 1902 | Eleição para vice-presidente do Brasil em 1902 | Eleição para vice-presidente do Brasil em 1902 |
| Partido                                   | Partido                                   | Candidato                                 | Candidato                                 | Votos                                     | %                                         | Partido                                        | Partido                                        | Candidato                                      | Candidato                                      | Votos                                          | %                                              |
| ----------------------------------------- | ----------------------------------------- | ----------------------------------------- | ----------------------------------------- | ----------------------------------------- | ----------------------------------------- | ---------------------------------------------- | ---------------------------------------------- | ---------------------------------------------- | ---------------------------------------------- | ---------------------------------------------- | ---------------------------------------------- |
|                                           | Partido Republicano Paulista              |                                           | Rodrigues Alves                           | 592 039                                   | 91,69                                     |                                                | Partido Republicano Mineiro                    |                                                | Silviano Brandão                               | 563 734                                        | 87,83                                          |
|                                           | Partido Republicano Fluminense            |                                           | Quintino Bocaiuva                         | 42 542                                    | 6,59                                      |                                                | Partido Republicano Paraense                   |                                                | Justo Leite Chermont                           | 59 887                                         | 9,33                                           |
| Outros                                    | Outros                                    | Outros                                    | Outros                                    | 11 147                                    | 1,73                                      | Outros                                         | Outros                                         | Outros                                         | Outros                                         | 18 224                                         | 2,84                                           |
| Total de votos válidos                    | Total de votos válidos                    | Total de votos válidos                    | Total de votos válidos                    | 645 727                                   | 100,00                                    | Total de votos válidos                         | Total de votos válidos                         | Total de votos válidos                         | Total de votos válidos                         | 641 845                                        | 100,00                                         |

No total, 122 nomes foram votados para a presidência e 139 para vice-presidência. Houve 14 273 votos brancos e nulos para presidente e 18 155 para vice-presidente. Outras fontes indicam 52 359 votos na votação de Quintino Bocaiuva para presidente.
Devido à morte de Silviano Brandão em 25 de setembro de 1902, ocorreram novas eleições para vice-presidente no dia 18 de março de 1903. Afonso Pena, do Partido Republicano Mineiro, foi eleito com 652 217 votos, seguido por Justo Leite Chermont (42 889 votos), e mais 319 nomes, dos quais se destacam: Aristides Augusto Milton (1 112 votos), Severino Vieira (1 025 votos), Cesário Alvim (630 votos), Ruy Barbosa (59 votos), Francisco de Assis Rosa e Silva (21 votos), Gastão de Orléans, Conde d'Eu (6 votos) e Nilo Peçanha (3 votos).

### 1906
| Eleição para presidente do Brasil em 1906 | Eleição para presidente do Brasil em 1906 | Eleição para presidente do Brasil em 1906 | Eleição para presidente do Brasil em 1906 | Eleição para presidente do Brasil em 1906 | Eleição para presidente do Brasil em 1906 | Eleição para vice-presidente do Brasil em 1906 | Eleição para vice-presidente do Brasil em 1906 | Eleição para vice-presidente do Brasil em 1906 | Eleição para vice-presidente do Brasil em 1906 | Eleição para vice-presidente do Brasil em 1906 | Eleição para vice-presidente do Brasil em 1906 |
| Partido                                   | Partido                                   | Candidato                                 | Candidato                                 | Votos                                     | %                                         | Partido                                        | Partido                                        | Candidato                                      | Candidato                                      | Votos                                          | %                                              |
| ----------------------------------------- | ----------------------------------------- | ----------------------------------------- | ----------------------------------------- | ----------------------------------------- | ----------------------------------------- | ---------------------------------------------- | ---------------------------------------------- | ---------------------------------------------- | ---------------------------------------------- | ---------------------------------------------- | ---------------------------------------------- |
|                                           | Partido Republicano Mineiro               |                                           | Afonso Pena                               | 288 285                                   | 97,92                                     |                                                | Partido Republicano Fluminense                 |                                                | Nilo Peçanha                                   | 272 529                                        | 92,96                                          |
| Outros                                    | Outros                                    | Outros                                    | Outros                                    | 6 116                                     | 2,08                                      | Outros                                         | Outros                                         | Outros                                         | Outros                                         | 20 641                                         | 7,04                                           |
| Total de votos válidos                    | Total de votos válidos                    | Total de votos válidos                    | Total de votos válidos                    | 294 401                                   | 100,00                                    | Total de votos válidos                         | Total de votos válidos                         | Total de votos válidos                         | Total de votos válidos                         | 293 170                                        | 100,00                                         |

No total, 102 nomes foram votados para a presidência e 205 para vice-presidência. Houve 5 599 votos brancos e nulos para presidente e 6 830 para vice-presidente.

### 1910
| Eleição para presidente do Brasil em 1910 | Eleição para presidente do Brasil em 1910 | Eleição para presidente do Brasil em 1910 | Eleição para presidente do Brasil em 1910 | Eleição para presidente do Brasil em 1910 | Eleição para presidente do Brasil em 1910 | Eleição para vice-presidente do Brasil em 1910 | Eleição para vice-presidente do Brasil em 1910 | Eleição para vice-presidente do Brasil em 1910 | Eleição para vice-presidente do Brasil em 1910 | Eleição para vice-presidente do Brasil em 1910 | Eleição para vice-presidente do Brasil em 1910 |
| Partido                                   | Partido                                   | Candidato                                 | Candidato                                 | Votos                                     | %                                         | Partido                                        | Partido                                        | Candidato                                      | Candidato                                      | Votos                                          | %                                              |
| ----------------------------------------- | ----------------------------------------- | ----------------------------------------- | ----------------------------------------- | ----------------------------------------- | ----------------------------------------- | ---------------------------------------------- | ---------------------------------------------- | ---------------------------------------------- | ---------------------------------------------- | ---------------------------------------------- | ---------------------------------------------- |
|                                           | Partido Republicano Conservador           |                                           | Hermes da Fonseca                         | 403 867                                   | 64,35                                     |                                                | Partido Republicano Mineiro                    |                                                | Venceslau Brás                                 | 406 012                                        | 64,87                                          |
|                                           | Partido Republicano Paulista              |                                           | Ruy Barbosa                               | 222 822                                   | 35,51                                     |                                                | Partido Republicano Paulista                   |                                                | Manuel Joaquim de Albuquerque Lins             | 219 106                                        | 34,24                                          |
| Outros                                    | Outros                                    | Outros                                    | Outros                                    | 878                                       | 0,14                                      | Outros                                         | Outros                                         | Outros                                         | Outros                                         | 820                                            | 0,13                                           |
| Total de votos válidos                    | Total de votos válidos                    | Total de votos válidos                    | Total de votos válidos                    | 627 567                                   | 100,00                                    | Total de votos válidos                         | Total de votos válidos                         | Total de votos válidos                         | Total de votos válidos                         | 625 938                                        | 100,00                                         |

No total, 65 nomes foram votados para a presidência e 117 para vice-presidência. Houve 12 433 votos brancos e nulos para presidente e 14 062 para vice-presidente.

### 1914
| Eleição para presidente do Brasil em 1914 | Eleição para presidente do Brasil em 1914 | Eleição para presidente do Brasil em 1914 | Eleição para presidente do Brasil em 1914 | Eleição para presidente do Brasil em 1914 | Eleição para presidente do Brasil em 1914 | Eleição para vice-presidente do Brasil em 1914 | Eleição para vice-presidente do Brasil em 1914 | Eleição para vice-presidente do Brasil em 1914 | Eleição para vice-presidente do Brasil em 1914 | Eleição para vice-presidente do Brasil em 1914 | Eleição para vice-presidente do Brasil em 1914 |
| Partido                                   | Partido                                   | Candidato                                 | Candidato                                 | Votos                                     | %                                         | Partido                                        | Partido                                        | Candidato                                      | Candidato                                      | Votos                                          | %                                              |
| ----------------------------------------- | ----------------------------------------- | ----------------------------------------- | ----------------------------------------- | ----------------------------------------- | ----------------------------------------- | ---------------------------------------------- | ---------------------------------------------- | ---------------------------------------------- | ---------------------------------------------- | ---------------------------------------------- | ---------------------------------------------- |
|                                           | Partido Republicano Mineiro               |                                           | Venceslau Brás                            | 532 107                                   | 91,59                                     |                                                | Partido Republicano Maranhense                 |                                                | Urbano Santos                                  | 556 127                                        | 96,21                                          |
| Outros                                    | Outros                                    | Outros                                    | Outros                                    | 48 893                                    | 8,42                                      | Outros                                         | Outros                                         | Outros                                         | Outros                                         | 21 911                                         | 3,79                                           |
| Total de votos válidos                    | Total de votos válidos                    | Total de votos válidos                    | Total de votos válidos                    | 581 000                                   | 100,00                                    | Total de votos válidos                         | Total de votos válidos                         | Total de votos válidos                         | Total de votos válidos                         | 578 038                                        | 100,00                                         |

Venceslau Brás e Urbano Santos foram os únicos candidatos oficialmente registrados no pleito. O Partido Republicano Liberal lançou, ainda que não registrada oficialmente, a candidatura de Ruy Barbosa para presidente e Alfredo Ellis para vice-presidente, tendo aquele recebido 47 782 votos e este, 18 580 votos. No total, 61 nomes foram votados para a presidência e 102 para vice-presidência. Houve 9 000 votos brancos e nulos para presidente e 11 962 para vice-presidente.

### 1918
| Eleição para presidente do Brasil em 1918 | Eleição para presidente do Brasil em 1918 | Eleição para presidente do Brasil em 1918 | Eleição para presidente do Brasil em 1918 | Eleição para presidente do Brasil em 1918 | Eleição para presidente do Brasil em 1918 | Eleição para vice-presidente do Brasil em 1918 | Eleição para vice-presidente do Brasil em 1918 | Eleição para vice-presidente do Brasil em 1918 | Eleição para vice-presidente do Brasil em 1918 | Eleição para vice-presidente do Brasil em 1918 | Eleição para vice-presidente do Brasil em 1918 |
| Partido                                   | Partido                                   | Candidato                                 | Candidato                                 | Votos                                     | %                                         | Partido                                        | Partido                                        | Candidato                                      | Candidato                                      | Votos                                          | %                                              |
| ----------------------------------------- | ----------------------------------------- | ----------------------------------------- | ----------------------------------------- | ----------------------------------------- | ----------------------------------------- | ---------------------------------------------- | ---------------------------------------------- | ---------------------------------------------- | ---------------------------------------------- | ---------------------------------------------- | ---------------------------------------------- |
|                                           | Partido Republicano Paulista              |                                           | Rodrigues Alves                           | 386 467                                   | 99,03                                     |                                                | Partido Republicano Mineiro                    |                                                | Delfim Moreira                                 | 382 491                                        | 99,42                                          |
| Outros                                    | Outros                                    | Outros                                    | Outros                                    | 3 774                                     | 0,97                                      | Outros                                         | Outros                                         | Outros                                         | Outros                                         | 2 244                                          | 0,58                                           |
| Total de votos válidos                    | Total de votos válidos                    | Total de votos válidos                    | Total de votos válidos                    | 390 241                                   | 100,00                                    | Total de votos válidos                         | Total de votos válidos                         | Total de votos válidos                         | Total de votos válidos                         | 384 735                                        | 100,00                                         |

Rodrigues Alves e Delfim Moreira foram os únicos candidatos oficialmente registrados no pleito. No entanto, no total, 131 nomes foram votados para a presidência e 122 para vice-presidência. Houve 4 749 votos brancos e nulos para presidente e 10 265 para vice-presidente.

### 1919
| Eleição para presidente do Brasil em 1919 | Eleição para presidente do Brasil em 1919 | Eleição para presidente do Brasil em 1919 | Eleição para presidente do Brasil em 1919 | Eleição para presidente do Brasil em 1919 | Eleição para presidente do Brasil em 1919 |
| Partido                                   | Partido                                   | Candidato                                 | Candidato                                 | Votos                                     | %                                         |
| ----------------------------------------- | ----------------------------------------- | ----------------------------------------- | ----------------------------------------- | ----------------------------------------- | ----------------------------------------- |
|                                           | Partido Republicano Mineiro               |                                           | Epitácio Pessoa                           | 286 373                                   | 70,96                                     |
|                                           | Partido Republicano Paulista              |                                           | Ruy Barbosa                               | 116 414                                   | 28,85                                     |
| Outros                                    | Outros                                    | Outros                                    | Outros                                    | 773                                       | 0,19                                      |
| Total de votos válidos                    | Total de votos válidos                    | Total de votos válidos                    | Total de votos válidos                    | 403 560                                   | 100,00                                    |

Eleição realizada devido à morte de Rodrigues Alves. No total, 58 nomes foram votados para a presidência, havendo 14 440 votos brancos e nulos.
Devido à morte de Delfim Moreira em 1 de julho de 1920, ocorreram novas eleições para vice-presidente no dia 6 de setembro de 1920. Bueno de Paiva, do Partido Republicano Mineiro, foi eleito com 191 928 votos, seguido por Muniz de Aragão (313 votos), Manuel Joaquim de Albuquerque Lins (259 votos), José Joaquim Seabra (143 votos), Hercílio Luz (18 votos), e mais 36 nomes, dos quais se destacam: Nilo Peçanha (8 votos) e Urbano Santos (1 voto).

### 1922
| Eleição para presidente do Brasil em 1922 | Eleição para presidente do Brasil em 1922 | Eleição para presidente do Brasil em 1922 | Eleição para presidente do Brasil em 1922 | Eleição para presidente do Brasil em 1922 | Eleição para presidente do Brasil em 1922 | Eleição para vice-presidente do Brasil em 1922 | Eleição para vice-presidente do Brasil em 1922 | Eleição para vice-presidente do Brasil em 1922 | Eleição para vice-presidente do Brasil em 1922 | Eleição para vice-presidente do Brasil em 1922 | Eleição para vice-presidente do Brasil em 1922 |
| Partido                                   | Partido                                   | Candidato                                 | Candidato                                 | Votos                                     | %                                         | Partido                                        | Partido                                        | Candidato                                      | Candidato                                      | Votos                                          | %                                              |
| ----------------------------------------- | ----------------------------------------- | ----------------------------------------- | ----------------------------------------- | ----------------------------------------- | ----------------------------------------- | ---------------------------------------------- | ---------------------------------------------- | ---------------------------------------------- | ---------------------------------------------- | ---------------------------------------------- | ---------------------------------------------- |
|                                           | Partido Republicano Mineiro               |                                           | Artur Bernardes                           | 466 877                                   | 59,46                                     |                                                | Partido Republicano Mineiro                    |                                                | Urbano Santos                                  | 447 595                                        | 56,85                                          |
|                                           | Partido Republicano Fluminense            |                                           | Nilo Peçanha                              | 317 714                                   | 40,46                                     |                                                | Partido Republicano Bahiano                    |                                                | José Joaquim Seabra                            | 338 809                                        | 43,03                                          |
| Outros                                    | Outros                                    | Outros                                    | Outros                                    | 615                                       | 0,08                                      | Outros                                         | Outros                                         | Outros                                         | Outros                                         | 728                                            | 0,09                                           |
| Total de votos válidos                    | Total de votos válidos                    | Total de votos válidos                    | Total de votos válidos                    | 785 206                                   | 100,00                                    | Total de votos válidos                         | Total de votos válidos                         | Total de votos válidos                         | Total de votos válidos                         | 787 278                                        | 100,00                                         |

No total, 60 nomes foram votados para a presidência e 133 para vice-presidência. Houve 280 699 votos brancos e nulos para presidente e 278 722 para vice-presidente.
Devido à morte de Urbano Santos em 7 de maio de 1922, ocorreram novas eleições para vice-presidente no dia 22 de agosto de 1922. Estácio Coimbra, do Partido Republicano de Pernambuco, foi eleito com 295 787 votos, seguido por José Joaquim Seabra (790 votos), Washington Luís (155 votos), e mais 264 nomes, dos quais se destacam: Justiniano de Serpa (58 votos) e Miguel Calmon du Pin e Almeida (44 votos).

### 1926
| Eleição para presidente do Brasil em 1926 | Eleição para presidente do Brasil em 1926 | Eleição para presidente do Brasil em 1926 | Eleição para presidente do Brasil em 1926 | Eleição para presidente do Brasil em 1926 | Eleição para presidente do Brasil em 1926 | Eleição para vice-presidente do Brasil em 1926 | Eleição para vice-presidente do Brasil em 1926 | Eleição para vice-presidente do Brasil em 1926 | Eleição para vice-presidente do Brasil em 1926 | Eleição para vice-presidente do Brasil em 1926 | Eleição para vice-presidente do Brasil em 1926 |
| Partido                                   | Partido                                   | Candidato                                 | Candidato                                 | Votos                                     | %                                         | Partido                                        | Partido                                        | Candidato                                      | Candidato                                      | Votos                                          | %                                              |
| ----------------------------------------- | ----------------------------------------- | ----------------------------------------- | ----------------------------------------- | ----------------------------------------- | ----------------------------------------- | ---------------------------------------------- | ---------------------------------------------- | ---------------------------------------------- | ---------------------------------------------- | ---------------------------------------------- | ---------------------------------------------- |
|                                           | Partido Republicano Paulista              |                                           | Washington Luís                           | 688 528                                   | 99,70                                     |                                                | Partido Republicano Mineiro                    |                                                | Fernando de Melo Viana                         | 685 754                                        | 99,62                                          |
| Outros                                    | Outros                                    | Outros                                    | Outros                                    | 2 055                                     | 0,30                                      | Outros                                         | Outros                                         | Outros                                         | Outros                                         | 2 594                                          | 0,38                                           |
| Total de votos válidos                    | Total de votos válidos                    | Total de votos válidos                    | Total de votos válidos                    | 690 583                                   | 100,00                                    | Total de votos válidos                         | Total de votos válidos                         | Total de votos válidos                         | Total de votos válidos                         | 688 348                                        | 100,00                                         |

Washington Luís e Fernando de Melo Viana foram os únicos candidatos oficialmente registrados no pleito. No total, 119 nomes foram votados para a presidência e 125 para vice-presidência. Houve 11 417 votos brancos e nulos para presidente e 13 652 para vice-presidente.

### 1930
| Eleição para presidente do Brasil em 1930 | Eleição para presidente do Brasil em 1930 | Eleição para presidente do Brasil em 1930 | Eleição para presidente do Brasil em 1930 | Eleição para presidente do Brasil em 1930 | Eleição para presidente do Brasil em 1930 | Eleição para vice-presidente do Brasil em 1930 | Eleição para vice-presidente do Brasil em 1930 | Eleição para vice-presidente do Brasil em 1930 | Eleição para vice-presidente do Brasil em 1930 | Eleição para vice-presidente do Brasil em 1930 | Eleição para vice-presidente do Brasil em 1930 |
| Partido                                   | Partido                                   | Candidato                                 | Candidato                                 | Votos                                     | %                                         | Partido                                        | Partido                                        | Candidato                                      | Candidato                                      | Votos                                          | %                                              |
| ----------------------------------------- | ----------------------------------------- | ----------------------------------------- | ----------------------------------------- | ----------------------------------------- | ----------------------------------------- | ---------------------------------------------- | ---------------------------------------------- | ---------------------------------------------- | ---------------------------------------------- | ---------------------------------------------- | ---------------------------------------------- |
|                                           | Partido Republicano Paulista              |                                           | Júlio Prestes                             | 1 091 709                                 | 59,39                                     |                                                | Partido Republicano Baiano                     |                                                | Vital Soares                                   | 1 079 360                                      | 59,67                                          |
|                                           | Aliança Liberal                           |                                           | Getúlio Vargas                            | 742 794                                   | 40,41                                     |                                                | Aliança Liberal                                |                                                | João Pessoa                                    | 725 566                                        | 40,11                                          |
| Outros                                    | Outros                                    | Outros                                    | Outros                                    | 3 701                                     | 0,20                                      | Outros                                         | Outros                                         | Outros                                         | Outros                                         | 3 864                                          | 0,21                                           |
| Total de votos válidos                    | Total de votos válidos                    | Total de votos válidos                    | Total de votos válidos                    | 1 838 335                                 | 100,00                                    | Total de votos válidos                         | Total de votos válidos                         | Total de votos válidos                         | Total de votos válidos                         | 1 808 790                                      | 100,00                                         |

No total, além de Júlio Prestes e Getúlio Vargas, foram ainda registrados 3 701 votos para outros candidatos à presidência e, além de Vital Soares e João Pessoa, foram ainda registrados 3 864 votos para outros candidatos à vice-presidência. Houve 61 921 votos brancos e nulos para presidente e 91 466 para vice-presidente.
A eleição desse ano foi, de longe, a que registrou o maior comparecimento em eleições presidenciais na República Velha em número absoluto e percentual (1 900 256 eleitores, cerca de 5% da população brasileira da época). Seu resultado, no entanto, não se concretizou, devido à Revolução de 3 de outubro de 1930, que depôs os então presidente Washington Luís e vice-presidente Fernando de Melo Viana.

## Era Vargas

### 1934
Após a Revolução de 1930 e a deposição de Washington Luís e Fernando de Melo Viana, a presidência foi ocupada por um triunvirato governamental conhecido como Junta Governativa Provisória de 1930, composta pelo Gal. Augusto Tasso Fragoso, pelo Alm. Isaías de Noronha e pelo Gel. João de Deus Mena Barreto. De 3 de outubro de 1930 a 20 de julho de 1934, Getúlio Vargas tornou-se presidente de facto do país, na qualidade de chefe do Governo Provisório. As disposições transitórias da recém promulgada constituição brasileira de 1934 determinavam que o primeiro presidente sob esta Carta seria eleito pela Assembleia Constituinte, sendo uma eleição, portanto, indireta. Ela também determinava a extinção da posição de vice-presidente do Brasil.
| Eleição para presidente do Brasil em 1934 | Eleição para presidente do Brasil em 1934 | Eleição para presidente do Brasil em 1934 | Eleição para presidente do Brasil em 1934 |
| Candidato                                 | Candidato                                 | Votos                                     | %                                         |
| ----------------------------------------- | ----------------------------------------- | ----------------------------------------- | ----------------------------------------- |
|                                           | Getúlio Vargas                            | 175                                       | 70,58                                     |
|                                           | Borges de Medeiros                        | 59                                        | 23,79                                     |
|                                           | Góis Monteiro                             | 4                                         | 1,61                                      |
|                                           | Protógenes Guimarães                      | 2                                         | 0,80                                      |
| Total                                     | Total                                     | 248                                       | 100,00                                    |

Receberam 1 voto (0,40%): Raul Fernandes, Artur Bernardes, Plínio Salgado, Antônio Carlos Ribeiro de Andrada, Afrânio de Melo Franco, Oscar Weinschenck, Paim Filho e Levi Carneiro.

### 1938
A eleição presidencial brasileira de 1938 estava prevista para acontecer no dia 3 de janeiro de 1938, porém não foi realizada devido à instauração do Estado Novo. Até a data do golpe, em 10 de novembro de 1937, três candidatos haviam se apresentado oficialmente: Armando de Sales Oliveira (pela União Democrática Brasileira), José Américo de Almeida (tido como candidato do governo) e Plínio Salgado (pela Ação Integralista Brasileira).

## República Nova
Em 18 de abril de 1945, o então presidente Getúlio Vargas decretou uma anistia geral para todos os condenados por crimes políticos praticados a partir da data da promulgação da constituição de 1934, implicando na libertação tanto de comunistas (presos durante a Insurreição Comunista) quanto de integralistas (presos durante o Levante Integralista). Em seguida, permitiu a fundação de partidos políticos, proscritos desde 1937 e convocou eleições para presidente, para o Conselho Federal e para a Câmara dos Deputados para o dia 2 de dezembro de 1945, conforme definido no artigo 136 do Decreto-lei nº 7.586, de 28 de maio de 1945.
Vargas foi deposto no dia 29 de outubro de 1945 por um golpe militar liderado pelo Gal. Góis Monteiro. Em seu lugar, assume o presidente do Supremo Tribunal Federal José Linhares. Em 18 de setembro de 1946, é promulgada uma nova constituição brasileira, que previa eleições presidenciais diretas e secretas. A eleição de 1945 foi a primeira nestes moldes, além da primeira a contar com o voto das mulheres.

### 1945
| Eleição para presidente do Brasil em 1945 | Eleição para presidente do Brasil em 1945 | Eleição para presidente do Brasil em 1945 | Eleição para presidente do Brasil em 1945 | Eleição para presidente do Brasil em 1945 | Eleição para presidente do Brasil em 1945 | Eleição para presidente do Brasil em 1945                            |
| Partido                                   | Partido                                   | Candidato                                 | Candidato                                 | Votos                                     | %                                         | Estados e territórios onde cada candidato venceu, segundo a legenda. |
| ----------------------------------------- | ----------------------------------------- | ----------------------------------------- | ----------------------------------------- | ----------------------------------------- | ----------------------------------------- | -------------------------------------------------------------------- |
|                                           | Partido Social Democrático                |                                           | Eurico Gaspar Dutra                       | 3 251 507                                 | 55,39                                     | Estados e territórios onde cada candidato venceu, segundo a legenda. |
|                                           | União Democrática Nacional                |                                           | Eduardo Gomes                             | 2 039 341                                 | 34,74                                     | Estados e territórios onde cada candidato venceu, segundo a legenda. |
|                                           | Partido Comunista do Brasil               |                                           | Iedo Fiúza                                | 569 818                                   | 9,71                                      | Estados e territórios onde cada candidato venceu, segundo a legenda. |
|                                           | Partido Agrário Nacional                  |                                           | Mário Rolim Teles                         | 10 001                                    | 0,17                                      | Estados e territórios onde cada candidato venceu, segundo a legenda. |
| Total de votos válidos                    | Total de votos válidos                    | Total de votos válidos                    | Total de votos válidos                    | 5 870 667                                 | 100,00                                    | Estados e territórios onde cada candidato venceu, segundo a legenda. |
| Votos brancos                             | Votos brancos                             | Votos brancos                             | Votos brancos                             | 70 328                                    | 70 328                                    | Estados e territórios onde cada candidato venceu, segundo a legenda. |
| Votos nulos                               | Votos nulos                               | Votos nulos                               | Votos nulos                               | 65 214                                    | 65 214                                    | Estados e territórios onde cada candidato venceu, segundo a legenda. |
| Votos totais                              | Votos totais                              | Votos totais                              | Votos totais                              | 6 006 209                                 | 6 006 209                                 | Estados e territórios onde cada candidato venceu, segundo a legenda. |

O cargo de vice-presidente foi recriado pela constituição de 1946, sendo o primeiro nesta posição sob esta Carta eleito indiretamente, pelo Congresso Nacional, no dia 19 de setembro de 1946. Nereu Ramos, do Partido Social Democrático, foi eleito com 178 votos (55,63%), derrotando José Américo de Almeida, na legenda da União Democrática Nacional, que recebeu 139 votos (43,44%). Fernando de Melo Viana, José Carlos de Macedo Soares e Luís Carlos Prestes receberam 1 voto cada, havendo também 3 votos em branco.

### 1950
| Eleição para presidente do Brasil em 1950 | Eleição para presidente do Brasil em 1950 | Eleição para presidente do Brasil em 1950 | Eleição para presidente do Brasil em 1950 | Eleição para presidente do Brasil em 1950 | Eleição para presidente do Brasil em 1950 | Eleição para presidente do Brasil em 1950                            |
| Partido                                   | Partido                                   | Candidato                                 | Candidato                                 | Votos                                     | %                                         | Estados e territórios onde cada candidato venceu, segundo a legenda. |
| ----------------------------------------- | ----------------------------------------- | ----------------------------------------- | ----------------------------------------- | ----------------------------------------- | ----------------------------------------- | -------------------------------------------------------------------- |
|                                           | Partido Trabalhista Brasileiro            |                                           | Getúlio Vargas                            | 3 849 040                                 | 48,73                                     | Estados e territórios onde cada candidato venceu, segundo a legenda. |
|                                           | União Democrática Nacional                |                                           | Eduardo Gomes                             | 2 342 384                                 | 29,66                                     | Estados e territórios onde cada candidato venceu, segundo a legenda. |
|                                           | Partido Social Democrático                |                                           | Cristiano Machado                         | 1 697 193                                 | 21,49                                     | Estados e territórios onde cada candidato venceu, segundo a legenda. |
|                                           | Partido Socialista Brasileiro             |                                           | João Mangabeira                           | 9 466                                     | 0,12                                      | Estados e territórios onde cada candidato venceu, segundo a legenda. |
| Total de votos válidos                    | Total de votos válidos                    | Total de votos válidos                    | Total de votos válidos                    | 7 898 083                                 | 100,00                                    | Estados e territórios onde cada candidato venceu, segundo a legenda. |
| Votos brancos                             | Votos brancos                             | Votos brancos                             | Votos brancos                             | 211 433                                   | 211 433                                   | Estados e territórios onde cada candidato venceu, segundo a legenda. |
| Votos nulos                               | Votos nulos                               | Votos nulos                               | Votos nulos                               | 145 473                                   | 145 473                                   | Estados e territórios onde cada candidato venceu, segundo a legenda. |
| Votos totais                              | Votos totais                              | Votos totais                              | Votos totais                              | 8 254 989                                 | 8 254 989                                 | Estados e territórios onde cada candidato venceu, segundo a legenda. |

| Eleição para vice-presidente do Brasil em 1950 | Eleição para vice-presidente do Brasil em 1950 | Eleição para vice-presidente do Brasil em 1950 | Eleição para vice-presidente do Brasil em 1950 | Eleição para vice-presidente do Brasil em 1950 | Eleição para vice-presidente do Brasil em 1950 | Eleição para vice-presidente do Brasil em 1950                       |
| Partido                                        | Partido                                        | Candidato                                      | Candidato                                      | Votos                                          | %                                              | Estados e territórios onde cada candidato venceu, segundo a legenda. |
| ---------------------------------------------- | ---------------------------------------------- | ---------------------------------------------- | ---------------------------------------------- | ---------------------------------------------- | ---------------------------------------------- | -------------------------------------------------------------------- |
|                                                | Partido Social Progressista                    |                                                | Café Filho                                     | 2 520 790                                      | 35,76                                          | Estados e territórios onde cada candidato venceu, segundo a legenda. |
|                                                | União Democrática Nacional                     |                                                | Odilon Braga                                   | 2 344 841                                      | 33,26                                          | Estados e territórios onde cada candidato venceu, segundo a legenda. |
|                                                | Partido Social Democrático                     |                                                | Altino Arantes                                 | 1 649 309                                      | 23,40                                          | Estados e territórios onde cada candidato venceu, segundo a legenda. |
|                                                | Partido Social Trabalhista                     |                                                | Vitorino Freire                                | 524 079                                        | 7,43                                           | Estados e territórios onde cada candidato venceu, segundo a legenda. |
|                                                | Partido Socialista Brasileiro                  |                                                | Alípio Correia Neto                            | 10 800                                         | 0,15                                           | Estados e territórios onde cada candidato venceu, segundo a legenda. |
| Total de votos válidos                         | Total de votos válidos                         | Total de votos válidos                         | Total de votos válidos                         | 7 049 719                                      | 100,00                                         | Estados e territórios onde cada candidato venceu, segundo a legenda. |
| Votos brancos                                  | Votos brancos                                  | Votos brancos                                  | Votos brancos                                  | 1 048 778                                      | 1 048 778                                      | Estados e territórios onde cada candidato venceu, segundo a legenda. |
| Votos nulos                                    | Votos nulos                                    | Votos nulos                                    | Votos nulos                                    | 156 392                                        | 156 392                                        | Estados e territórios onde cada candidato venceu, segundo a legenda. |
| Votos totais                                   | Votos totais                                   | Votos totais                                   | Votos totais                                   | 8 254 989                                      | 8 254 989                                      | Estados e territórios onde cada candidato venceu, segundo a legenda. |

### 1955
| Eleição para presidente do Brasil em 1955 | Eleição para presidente do Brasil em 1955 | Eleição para presidente do Brasil em 1955 | Eleição para presidente do Brasil em 1955 | Eleição para presidente do Brasil em 1955 | Eleição para presidente do Brasil em 1955 | Eleição para presidente do Brasil em 1955                            |
| Partido                                   | Partido                                   | Candidato                                 | Candidato                                 | Votos                                     | %                                         | Estados e territórios onde cada candidato venceu, segundo a legenda. |
| ----------------------------------------- | ----------------------------------------- | ----------------------------------------- | ----------------------------------------- | ----------------------------------------- | ----------------------------------------- | -------------------------------------------------------------------- |
|                                           | Partido Social Democrático                |                                           | Juscelino Kubitschek                      | 3 077 411                                 | 35,68                                     | Estados e territórios onde cada candidato venceu, segundo a legenda. |
|                                           | Partido Democrata Cristão                 |                                           | Juarez Távora                             | 2 610 462                                 | 30,27                                     | Estados e territórios onde cada candidato venceu, segundo a legenda. |
|                                           | Partido Social Progressista               |                                           | Ademar de Barros                          | 2 222 725                                 | 25,77                                     | Estados e territórios onde cada candidato venceu, segundo a legenda. |
|                                           | Partido de Representação Popular          |                                           | Plínio Salgado                            | 714 379                                   | 8,28                                      | Estados e territórios onde cada candidato venceu, segundo a legenda. |
| Total de votos válidos                    | Total de votos válidos                    | Total de votos válidos                    | Total de votos válidos                    | 8 624 977                                 | 100,00                                    | Estados e territórios onde cada candidato venceu, segundo a legenda. |
| Votos brancos                             | Votos brancos                             | Votos brancos                             | Votos brancos                             | 161 852                                   | 161 852                                   | Estados e territórios onde cada candidato venceu, segundo a legenda. |
| Votos nulos                               | Votos nulos                               | Votos nulos                               | Votos nulos                               | 310 185                                   | 310 185                                   | Estados e territórios onde cada candidato venceu, segundo a legenda. |
| Votos totais                              | Votos totais                              | Votos totais                              | Votos totais                              | 9 097 014                                 | 9 097 014                                 | Estados e territórios onde cada candidato venceu, segundo a legenda. |

| Eleição para vice-presidente do Brasil em 1955 | Eleição para vice-presidente do Brasil em 1955 | Eleição para vice-presidente do Brasil em 1955 | Eleição para vice-presidente do Brasil em 1955 | Eleição para vice-presidente do Brasil em 1955 | Eleição para vice-presidente do Brasil em 1955 | Eleição para vice-presidente do Brasil em 1955                       |
| Partido                                        | Partido                                        | Candidato                                      | Candidato                                      | Votos                                          | %                                              | Estados e territórios onde cada candidato venceu, segundo a legenda. |
| ---------------------------------------------- | ---------------------------------------------- | ---------------------------------------------- | ---------------------------------------------- | ---------------------------------------------- | ---------------------------------------------- | -------------------------------------------------------------------- |
|                                                | Partido Trabalhista Brasileiro                 |                                                | João Goulart                                   | 3 591 409                                      | 44,25                                          | Estados e territórios onde cada candidato venceu, segundo a legenda. |
|                                                | União Democrática Nacional                     |                                                | Milton Campos                                  | 3 384 739                                      | 41,70                                          | Estados e territórios onde cada candidato venceu, segundo a legenda. |
|                                                | Partido Social Progressista                    |                                                | Danton Coelho                                  | 1 140 261                                      | 14,05                                          | Estados e territórios onde cada candidato venceu, segundo a legenda. |
| Total de votos válidos                         | Total de votos válidos                         | Total de votos válidos                         | Total de votos válidos                         | 8 116 409                                      | 100,00                                         | Estados e territórios onde cada candidato venceu, segundo a legenda. |
| Votos brancos                                  | Votos brancos                                  | Votos brancos                                  | Votos brancos                                  | 722 674                                        | 722 674                                        | Estados e territórios onde cada candidato venceu, segundo a legenda. |
| Votos nulos                                    | Votos nulos                                    | Votos nulos                                    | Votos nulos                                    | 257 931                                        | 257 931                                        | Estados e territórios onde cada candidato venceu, segundo a legenda. |
| Votos totais                                   | Votos totais                                   | Votos totais                                   | Votos totais                                   | 9 097 014                                      | 9 097 014                                      | Estados e territórios onde cada candidato venceu, segundo a legenda. |

### 1960
| Eleição para presidente do Brasil em 1960 | Eleição para presidente do Brasil em 1960 | Eleição para presidente do Brasil em 1960 | Eleição para presidente do Brasil em 1960 | Eleição para presidente do Brasil em 1960 | Eleição para presidente do Brasil em 1960 | Eleição para presidente do Brasil em 1960                            |
| Partido                                   | Partido                                   | Candidato                                 | Candidato                                 | Votos                                     | %                                         | Estados e territórios onde cada candidato venceu, segundo a legenda. |
| ----------------------------------------- | ----------------------------------------- | ----------------------------------------- | ----------------------------------------- | ----------------------------------------- | ----------------------------------------- | -------------------------------------------------------------------- |
|                                           | Partido Trabalhista Nacional              |                                           | Jânio Quadros                             | 5 636 623                                 | 48,26                                     | Estados e territórios onde cada candidato venceu, segundo a legenda. |
|                                           | Partido Social Democrático                |                                           | Henrique Teixeira Lott                    | 3 846 825                                 | 32,94                                     | Estados e territórios onde cada candidato venceu, segundo a legenda. |
|                                           | Partido Social Progressista               |                                           | Ademar de Barros                          | 2 195 709                                 | 18,79                                     | Estados e territórios onde cada candidato venceu, segundo a legenda. |
| Total de votos válidos                    | Total de votos válidos                    | Total de votos válidos                    | Total de votos válidos                    | 11 679 157                                | 100,00                                    | Estados e territórios onde cada candidato venceu, segundo a legenda. |
| Votos brancos                             | Votos brancos                             | Votos brancos                             | Votos brancos                             | 433 391                                   | 433 391                                   | Estados e territórios onde cada candidato venceu, segundo a legenda. |
| Votos nulos                               | Votos nulos                               | Votos nulos                               | Votos nulos                               | 473 806                                   | 473 806                                   | Estados e territórios onde cada candidato venceu, segundo a legenda. |
| Votos totais                              | Votos totais                              | Votos totais                              | Votos totais                              | 12 586 354                                | 12 586 354                                | Estados e territórios onde cada candidato venceu, segundo a legenda. |

| Eleição para vice-presidente do Brasil em 1960 | Eleição para vice-presidente do Brasil em 1960 | Eleição para vice-presidente do Brasil em 1960 | Eleição para vice-presidente do Brasil em 1960 | Eleição para vice-presidente do Brasil em 1960 | Eleição para vice-presidente do Brasil em 1960 | Eleição para vice-presidente do Brasil em 1960                       |
| Partido                                        | Partido                                        | Candidato                                      | Candidato                                      | Votos                                          | %                                              | Estados e territórios onde cada candidato venceu, segundo a legenda. |
| ---------------------------------------------- | ---------------------------------------------- | ---------------------------------------------- | ---------------------------------------------- | ---------------------------------------------- | ---------------------------------------------- | -------------------------------------------------------------------- |
|                                                | Partido Trabalhista Brasileiro                 |                                                | João Goulart                                   | 4 547 010                                      | 41,63                                          | Estados e territórios onde cada candidato venceu, segundo a legenda. |
|                                                | União Democrática Nacional                     |                                                | Milton Campos                                  | 4 237 719                                      | 38,80                                          | Estados e territórios onde cada candidato venceu, segundo a legenda. |
|                                                | Movimento Trabalhista Renovador                |                                                | Fernando Ferrari                               | 2 137 382                                      | 19,57                                          | Estados e territórios onde cada candidato venceu, segundo a legenda. |
| Total de votos válidos                         | Total de votos válidos                         | Total de votos válidos                         | Total de votos válidos                         | 10 922 111                                     | 100,00                                         | Estados e territórios onde cada candidato venceu, segundo a legenda. |
| Votos brancos                                  | Votos brancos                                  | Votos brancos                                  | Votos brancos                                  | 1 305 865                                      | 1 305 865                                      | Estados e territórios onde cada candidato venceu, segundo a legenda. |
| Votos nulos                                    | Votos nulos                                    | Votos nulos                                    | Votos nulos                                    | 358 378                                        | 358 378                                        | Estados e territórios onde cada candidato venceu, segundo a legenda. |
| Votos totais                                   | Votos totais                                   | Votos totais                                   | Votos totais                                   | 12 586 354                                     | 12 586 354                                     | Estados e territórios onde cada candidato venceu, segundo a legenda. |

### 1965
A eleição de 1965 estava prevista para o dia 3 de outubro e não foi realizada devido à manobras do congresso em 31 de março de 1964, manobras apoiadas principalmente pelo empresariado, agro-negócio, igreja católica, maior parte da imprensa e mídia brasileira, OAB (Conselho Federal da Ordem dos Advogados do Brasil) onde o mandato de João Goulart foi definitivamente cassado em 2 de abril de 1964. Os militares visavam a continuação do Exército no poder, prorrogando o governo de Castelo Branco, que deveria durar até 31 de janeiro de 1966, mas que durou até 15 de março de 1967. Até aquele momento, haviam se apresentado quatro candidatos oficialmente: Carlos Lacerda, Jânio Quadros, Juscelino Kubitschek e Leonel Brizola.

## Ditadura Militar
Em 31 de março de 1964, o então presidente João Goulart foi deposto pelo Congresso Nacional. No dia 2 de abril de 1964, o presidente do Senado Auro de Moura Andrade declara vaga a Presidência da República, empossando o presidente da Câmara dos Deputados Ranieri Mazzilli, que permaneceu no cargo até 15 de abril de 1964, exercendo interinamente a presidência pela segunda vez. Em 9 de abril do mesmo ano, uma junta militar, autodenominada "Comando Supremo da Revolução", composta pelo Gal. Arthur da Costa e Silva, o tenente-brigadeiro Francisco de Assis Correia de Melo e o vice-almirante Augusto Rademaker, ministros de Ranieri, baixaram o Ato Institucional Número Um (AI-1), que dentre suas determinações estava a de que o Congresso se transformaria em um colégio eleitoral para a designação do Presidente da República. Assim sendo, a eleição presidencial realizou-se no dia 11 de abril de 1964, doze dias após a cassação.
No momento da cassação, uma eleição presidencial de caráter direto estava marcada para 3 de outubro de 1965. Até então, haviam sido anunciadas quatro pré-candidaturas: o ex-presidente Juscelino Kubitschek, o então governador do estado da Guanabara Carlos Lacerda, o então deputado federal pela Guanabara e ex-governador do Rio Grande do Sul Leonel Brizola e o ex-presidente Jânio Quadros. Todas as candidaturas foram abortadas, e a eleição nunca ocorreu devido o golpe militar.

### 1964
| Eleição para presidente do Brasil em 1964 | Eleição para presidente do Brasil em 1964 | Eleição para presidente do Brasil em 1964 | Eleição para presidente do Brasil em 1964 | Eleição para presidente do Brasil em 1964 | Eleição para presidente do Brasil em 1964 | Eleição para vice-presidente do Brasil em 1964 – 2º escrutínio | Eleição para vice-presidente do Brasil em 1964 – 2º escrutínio | Eleição para vice-presidente do Brasil em 1964 – 2º escrutínio | Eleição para vice-presidente do Brasil em 1964 – 2º escrutínio | Eleição para vice-presidente do Brasil em 1964 – 2º escrutínio | Eleição para vice-presidente do Brasil em 1964 – 2º escrutínio |
| Partido                                   | Partido                                   | Candidato                                 | Candidato                                 | Votos                                     | %                                         | Partido                                                        | Partido                                                        | Candidato                                                      | Candidato                                                      | Votos                                                          | %                                                              |
| ----------------------------------------- | ----------------------------------------- | ----------------------------------------- | ----------------------------------------- | ----------------------------------------- | ----------------------------------------- | -------------------------------------------------------------- | -------------------------------------------------------------- | -------------------------------------------------------------- | -------------------------------------------------------------- | -------------------------------------------------------------- | -------------------------------------------------------------- |
|                                           | nenhum                                    |                                           | Castelo Branco                            | 361                                       | 98,63                                     |                                                                | Partido Social Democrático                                     |                                                                | José Maria Alkmin                                              | 256                                                            | 95,52                                                          |
|                                           | Partido Democrata Cristão                 |                                           | Juarez Távora                             | 3                                         | 0,82                                      |                                                                | Partido Social Democrático                                     |                                                                | Auro de Moura Andrade                                          | 9                                                              | 3,36                                                           |
|                                           | Partido Social Democrático                |                                           | Eurico Gaspar Dutra                       | 2                                         | 0,55                                      |                                                                | União Democrática Nacional                                     |                                                                | Milton Campos                                                  | 2                                                              | 0,75                                                           |
|                                           |                                           |                                           |                                           |                                           |                                           |                                                                | Partido Democrata Cristão                                      |                                                                | Juarez Távora                                                  | 1                                                              | 0,37                                                           |
| Total de votos válidos                    | Total de votos válidos                    | Total de votos válidos                    | Total de votos válidos                    | 366                                       | 100,00                                    | Total de votos válidos                                         | Total de votos válidos                                         | Total de votos válidos                                         | Total de votos válidos                                         | 268                                                            | 100,00                                                         |

No primeiro escrutínio da eleição para vice-presidente, os resultados foram: José Maria Alkmin obteve 203 votos (56,70%), Auro Soares de Moura Andrade 150 votos (41,90%), Ranieri Mazzilli e Milton Campos cada um com 2 votos (0,55% cada), e Antônio Sanchez Galdeano com 1 voto (0,30%), havendo 63 abstenções. Como nenhum dos candidatos obteve a maioria dos votos do Congresso, foi realizado um segundo escrutínio; Auro Soares de Moura Andrade renunciou a sua candidatura, deixando Alkmin praticamente sem oposição. Na votação para presidente, ainda houve 72 abstenções e 32 ausências.

### 1966
A partir desta eleição, presidente e vice-presidente passaram a concorrer conjuntamente, em uma chapa presidencial. Esta é a primeira eleição sob o bipartidarismo implementado na prática pelo Ato Institucional Número Dois, onde apenas poderiam se candidatar duas chapas: a da Aliança Renovadora Nacional e a do Movimento Democrático Brasileiro.
| Eleição presidencial no Brasil em 1966 | Eleição presidencial no Brasil em 1966 | Eleição presidencial no Brasil em 1966 | Eleição presidencial no Brasil em 1966 | Eleição presidencial no Brasil em 1966 | Eleição presidencial no Brasil em 1966 | Eleição presidencial no Brasil em 1966 | Eleição presidencial no Brasil em 1966 | Eleição presidencial no Brasil em 1966 | Eleição presidencial no Brasil em 1966 |
| Partido                                | Partido                                | Candidato                              | Candidato                              | Partido                                | Partido                                | Candidato                              | Candidato                              | Votos                                  | %                                      |
| -------------------------------------- | -------------------------------------- | -------------------------------------- | -------------------------------------- | -------------------------------------- | -------------------------------------- | -------------------------------------- | -------------------------------------- | -------------------------------------- | -------------------------------------- |
|                                        | Aliança Renovadora Nacional            |                                        | Artur da Costa e Silva                 |                                        | Aliança Renovadora Nacional            |                                        | Pedro Aleixo                           | 294                                    | 100,00                                 |
| Total de votos válidos                 | Total de votos válidos                 | Total de votos válidos                 | Total de votos válidos                 | Total de votos válidos                 | Total de votos válidos                 | Total de votos válidos                 | Total de votos válidos                 | 294                                    | 100,00                                 |
| Abstenções                             | Abstenções                             | Abstenções                             | Abstenções                             | Abstenções                             | Abstenções                             | Abstenções                             | Abstenções                             | 41                                     | 41                                     |
| Não comparecimento                     | Não comparecimento                     | Não comparecimento                     | Não comparecimento                     | Não comparecimento                     | Não comparecimento                     | Não comparecimento                     | Não comparecimento                     | 136                                    | 136                                    |

O Mal. Costa e Silva e Pedro Aleixo foram os únicos candidatos no pleito, uma vez que o Movimento Democrático Brasileiro decidiu por boicotar as eleições. No Congresso Nacional, o MDB se absteve, com exceção de apenas um renegado.

### 1969
| Eleição presidencial no Brasil em 1969 | Eleição presidencial no Brasil em 1969 | Eleição presidencial no Brasil em 1969 | Eleição presidencial no Brasil em 1969 | Eleição presidencial no Brasil em 1969 | Eleição presidencial no Brasil em 1969 | Eleição presidencial no Brasil em 1969 | Eleição presidencial no Brasil em 1969 | Eleição presidencial no Brasil em 1969 | Eleição presidencial no Brasil em 1969 |
| Partido                                | Partido                                | Candidato                              | Candidato                              | Partido                                | Partido                                | Candidato                              | Candidato                              | Votos                                  | %                                      |
| -------------------------------------- | -------------------------------------- | -------------------------------------- | -------------------------------------- | -------------------------------------- | -------------------------------------- | -------------------------------------- | -------------------------------------- | -------------------------------------- | -------------------------------------- |
|                                        | Aliança Renovadora Nacional            |                                        | Emílio Garrastazu Médici               |                                        | Aliança Renovadora Nacional            |                                        | Augusto Rademaker                      | 293                                    | 100,00                                 |
| Total de votos válidos                 | Total de votos válidos                 | Total de votos válidos                 | Total de votos válidos                 | Total de votos válidos                 | Total de votos válidos                 | Total de votos válidos                 | Total de votos válidos                 | 293                                    | 100,00                                 |
| Abstenções                             | Abstenções                             | Abstenções                             | Abstenções                             | Abstenções                             | Abstenções                             | Abstenções                             | Abstenções                             | 75                                     | 75                                     |
| Não comparecimento                     | Não comparecimento                     | Não comparecimento                     | Não comparecimento                     | Não comparecimento                     | Não comparecimento                     | Não comparecimento                     | Não comparecimento                     | 9                                      | 9                                      |

O Mal. Emílio Garrastazu Médici e o Alm. Augusto Rademaker foram os únicos candidatos no pleito, uma vez que o Movimento Democrático Brasileiro novamente decidiu por boicotar as eleições. No Congresso Nacional, o MDB se absteve.

### 1974
| Eleição presidencial no Brasil em 1974 | Eleição presidencial no Brasil em 1974 | Eleição presidencial no Brasil em 1974 | Eleição presidencial no Brasil em 1974 | Eleição presidencial no Brasil em 1974 | Eleição presidencial no Brasil em 1974 | Eleição presidencial no Brasil em 1974 | Eleição presidencial no Brasil em 1974 | Eleição presidencial no Brasil em 1974 | Eleição presidencial no Brasil em 1974 |
| Partido                                | Partido                                | Candidato                              | Candidato                              | Partido                                | Partido                                | Candidato                              | Candidato                              | Votos                                  | %                                      |
| -------------------------------------- | -------------------------------------- | -------------------------------------- | -------------------------------------- | -------------------------------------- | -------------------------------------- | -------------------------------------- | -------------------------------------- | -------------------------------------- | -------------------------------------- |
|                                        | Aliança Renovadora Nacional            |                                        | Ernesto Geisel                         |                                        | Aliança Renovadora Nacional            |                                        | Adalberto Pereira dos Santos           | 400                                    | 84,03                                  |
|                                        | Movimento Democrático Brasileiro       |                                        | Ulysses Guimarães                      |                                        | Movimento Democrático Brasileiro       |                                        | Barbosa Lima Sobrinho                  | 76                                     | 15,97                                  |
| Total de votos válidos                 | Total de votos válidos                 | Total de votos válidos                 | Total de votos válidos                 | Total de votos válidos                 | Total de votos válidos                 | Total de votos válidos                 | Total de votos válidos                 | 476                                    | 100,00                                 |
| Votos em branco                        | Votos em branco                        | Votos em branco                        | Votos em branco                        | Votos em branco                        | Votos em branco                        | Votos em branco                        | Votos em branco                        | 21                                     | 21                                     |
| Abstenções                             | Abstenções                             | Abstenções                             | Abstenções                             | Abstenções                             | Abstenções                             | Abstenções                             | Abstenções                             | 6                                      | 6                                      |

### 1978
| Eleição presidencial no Brasil em 1978 | Eleição presidencial no Brasil em 1978 | Eleição presidencial no Brasil em 1978 | Eleição presidencial no Brasil em 1978 | Eleição presidencial no Brasil em 1978 | Eleição presidencial no Brasil em 1978 | Eleição presidencial no Brasil em 1978 | Eleição presidencial no Brasil em 1978 | Eleição presidencial no Brasil em 1978 | Eleição presidencial no Brasil em 1978 |
| Partido                                | Partido                                | Candidato                              | Candidato                              | Partido                                | Partido                                | Candidato                              | Candidato                              | Votos                                  | %                                      |
| -------------------------------------- | -------------------------------------- | -------------------------------------- | -------------------------------------- | -------------------------------------- | -------------------------------------- | -------------------------------------- | -------------------------------------- | -------------------------------------- | -------------------------------------- |
|                                        | Aliança Renovadora Nacional            |                                        | João Figueiredo                        |                                        | Aliança Renovadora Nacional            |                                        | Aureliano Chaves                       | 355                                    | 61,20                                  |
|                                        | Movimento Democrático Brasileiro       |                                        | Euler Bentes Monteiro                  |                                        | Movimento Democrático Brasileiro       |                                        | Paulo Brossard                         | 225                                    | 38,79                                  |
| Total de votos válidos                 | Total de votos válidos                 | Total de votos válidos                 | Total de votos válidos                 | Total de votos válidos                 | Total de votos válidos                 | Total de votos válidos                 | Total de votos válidos                 | 580                                    | 100,00                                 |
| Abstenções                             | Abstenções                             | Abstenções                             | Abstenções                             | Abstenções                             | Abstenções                             | Abstenções                             | Abstenções                             | 7                                      | 7                                      |
| Não comparecimento                     | Não comparecimento                     | Não comparecimento                     | Não comparecimento                     | Não comparecimento                     | Não comparecimento                     | Não comparecimento                     | Não comparecimento                     | 4                                      | 4                                      |

### 1985
Com a lei orgânica dos partidos políticos, lei nº 6.767, de 20 de dezembro de 1979, o bipartidarismo foi extinto no Brasil e diversos outros partidos foram criados nos anos subsequentes. O Colégio Eleitoral previsto em lei previa a participação de delegados das Assembleias Legislativas, alem dos integrantes do Congresso Nacional.
| Eleição presidencial no Brasil em 1985 | Eleição presidencial no Brasil em 1985      | Eleição presidencial no Brasil em 1985 | Eleição presidencial no Brasil em 1985 | Eleição presidencial no Brasil em 1985 | Eleição presidencial no Brasil em 1985      | Eleição presidencial no Brasil em 1985 | Eleição presidencial no Brasil em 1985 | Eleição presidencial no Brasil em 1985 | Eleição presidencial no Brasil em 1985 |
| Partido                                | Partido                                     | Candidato                              | Candidato                              | Partido                                | Partido                                     | Candidato                              | Candidato                              | Votos                                  | %                                      |
| -------------------------------------- | ------------------------------------------- | -------------------------------------- | -------------------------------------- | -------------------------------------- | ------------------------------------------- | -------------------------------------- | -------------------------------------- | -------------------------------------- | -------------------------------------- |
|                                        | Partido do Movimento Democrático Brasileiro |                                        | Tancredo Neves                         |                                        | Partido do Movimento Democrático Brasileiro |                                        | José Sarney                            | 480                                    | 72,73                                  |
|                                        | Partido Democrático Social                  |                                        | Paulo Maluf                            |                                        | Partido Democrático Social                  |                                        | Flávio Marcílio                        | 180                                    | 27,27                                  |
| Total de votos válidos                 | Total de votos válidos                      | Total de votos válidos                 | Total de votos válidos                 | Total de votos válidos                 | Total de votos válidos                      | Total de votos válidos                 | Total de votos válidos                 | 660                                    | 100,00                                 |
| Abstenções                             | Abstenções                                  | Abstenções                             | Abstenções                             | Abstenções                             | Abstenções                                  | Abstenções                             | Abstenções                             | 17                                     | 17                                     |
| Não comparecimento                     | Não comparecimento                          | Não comparecimento                     | Não comparecimento                     | Não comparecimento                     | Não comparecimento                          | Não comparecimento                     | Não comparecimento                     | 9                                      | 9                                      |

## Nova República
A constituição brasileira de 1988 determinou que as eleições presidenciais voltariam a ser diretas, com candidatos a presidente e vice-presidente concorrendo em uma única chapa, não necessariamente pertencentes ao mesmo partido. Caso nenhum dos candidatos atingisse a maioria absoluta dos votos, preveem-se a realização de um segundo turno entre os dois candidatos mais bem votados no primeiro.

### 1989

#### Primeiro turno
| Movimento Brasil Novo (PRN, PSC, PST, PTR)  |                        |                        | Fernando Collor        |                        |                        | Itamar Franco          | 20 611 011 | 30,47      |
| Frente Brasil Popular (PT, PSB, PCdoB)      |                        |                        | Lula                   |                        |                        | José Paulo Bisol       | 11 622 673 | 17,18      |
| Partido Democrático Trabalhista             |                        |                        | Leonel Brizola         |                        |                        | Fernando Lyra          | 11 168 228 | 16,51      |
| Partido da Social Democracia Brasileira     |                        |                        | Mário Covas            |                        |                        | Almir Gabriel          | 7 790 392  | 11,51      |
| Partido Democrático Social                  |                        |                        | Paulo Maluf            |                        |                        | Bonifácio Andrada      | 5 986 575  | 8,85       |
| Aliança Liberal Cristã (PL, PDC)            |                        |                        | Afif Domingos          |                        |                        | Aluísio Pimenta        | 3 272 462  | 4,83       |
| Partido do Movimento Democrático Brasileiro |                        |                        | Ulysses Guimarães      |                        |                        | Waldir Pires           | 3 204 932  | 4,73       |
| Partido Comunista Brasileiro                |                        |                        | Roberto Freire         |                        |                        | Sérgio Arouca          | 769 123    | 1,13       |
| Partido da Frente Liberal                   |                        |                        | Aureliano Chaves       |                        |                        | Cláudio Lembo          | 600 838    | 0,88       |
| União Cidade Campo (PSD, PDN)               |                        | Ronaldo Caiado         | Ronaldo Caiado         |                        |                        | Camilo Calazans        | 488 846    | 0,72       |
| Partido Trabalhista Brasileiro              |                        |                        | Affonso Camargo Neto   |                        |                        | Paiva Muniz            | 379 286    | 0,56       |
| Partido de Reedificação da Ordem Nacional   |                        |                        | Enéas Carneiro         |                        |                        | Lenine Madeira         | 360 561    | 0,53       |
| Partido Social Progressista                 |                        |                        | Marronzinho            |                        |                        | Reinau Valim           | 238 425    | 0,35       |
| Outros candidatos                           | Outros candidatos      | Outros candidatos      | Outros candidatos      | Outros candidatos      | Outros candidatos      | Outros candidatos      | 1 137 660  | 1,65       |
| Total de votos válidos                      | Total de votos válidos | Total de votos válidos | Total de votos válidos | Total de votos válidos | Total de votos válidos | Total de votos válidos | 67 631 012 | 100,00     |
| Votos brancos                               | Votos brancos          | Votos brancos          | Votos brancos          | Votos brancos          | Votos brancos          | Votos brancos          | 1 176 413  | 1 176 413  |
| Votos nulos                                 | Votos nulos            | Votos nulos            | Votos nulos            | Votos nulos            | Votos nulos            | Votos nulos            | 3 473 484  | 3 473 484  |
| Votos totais                                | Votos totais           | Votos totais           | Votos totais           | Votos totais           | Votos totais           | Votos totais           | 72 280 909 | 72 280 909 |

Outras 9 candidaturas foram registradas: Paulo Gontijo/Luís Paulino pelo PP (198 719 votos; 0,29%); Zamir José Teixeira/William Pereira da Silva pelo PCN (187 155; 0,27%); Lívia Maria Pio/Ardwin Retto Grünewald pelo PN (179 922 votos; 0,26%); Eudes Mattar/Daniel Lazzeroni Júnior pelo PLP (162 350 votos; 0,24%); Fernando Gabeira/Maurício Lobo Abreu pelo PV (125 842 votos; 0,18%); Celso Brant/José Natan pelo PMN (109 909 votos; 0,16%); Antônio Pedreira/José Fortunato da França pelo PPB (86 114 votos; 0,12%); Manoel Horta/Jorge Coelho de Sá pelo PDCdoB (83 286 votos; 0,12%); Armando Corrêa/Agostinho Linhares de Souza pelo PMB (4 363 votos; 0,01%). A chapa Sílvio Santos/Marcondes Gadelha foi impugnada devido a irregularidades nos registros do PMB. Jânio Quadros abdicou de sua pré-candidatura pelo PMC por problemas de saúde. Vasco Azevedo Neto desistiu de concorrer pelo PSC uma vez que este partido resolveu apoiar a candidatura de Collor. Djanir Azevedo (PTN), Boris Nicolaievski (PS) e Nildo Martini (PNAB) não concorreram porque seus partidos perderam o registro provisório. Júlio Nascimento (Partido de Renovação Moral), João Ferreira da Silva (PAS), Lázaro Sampaio (PCS), Hercílio Ricarte (PRTC) e Teolino Mendonça (PJB) não disputaram a eleição porque seus partidos não tinham registro no TSE. José Maria Eymael/José Maria Botão Abreu ficaram de fora da eleição pois o PDC não os indicou.
Foram contabilizadas 9 793 809 abstenções em um eleitorado de 82 074 718 pessoas, significando uma taxa de comparecimento de 88,07%.

#### Segundo turno
| Movimento Brasil Novo (PRN, PSC, PST, PTR) |                        |                        | Fernando Collor        |                        |                        | Itamar Franco          | 35 089 998 | 53,03      |
| Frente Brasil Popular (PT, PSB, PCdoB)     |                        |                        | Lula                   |                        |                        | José Paulo Bisol       | 31 076 364 | 46,97      |
| Total de votos válidos                     | Total de votos válidos | Total de votos válidos | Total de votos válidos | Total de votos válidos | Total de votos válidos | Total de votos válidos | 66 166 362 | 100,00     |
| Votos brancos                              | Votos brancos          | Votos brancos          | Votos brancos          | Votos brancos          | Votos brancos          | Votos brancos          | 986 446    | 986 446    |
| Votos nulos                                | Votos nulos            | Votos nulos            | Votos nulos            | Votos nulos            | Votos nulos            | Votos nulos            | 3 107 893  | 3 107 893  |
| Votos totais                               | Votos totais           | Votos totais           | Votos totais           | Votos totais           | Votos totais           | Votos totais           | 70 260 701 | 70 260 701 |

Foram contabilizadas 11 814 017 abstenções em um eleitorado de 82 074 718 pessoas, significando uma taxa de comparecimento de 85,61%.

### 1994
| União, Trabalho e Progresso (PSDB, PFL, PTB)                              |                        |                        | Fernando Henrique Cardoso |                        |                        | Marco Maciel           | 34 314 961 | 54,24      |
| Frente Brasil Popular pela Cidadania (PT, PSB, PPS, PV, PCdoB, PCB, PSTU) |                        |                        | Lula                      |                        |                        | Aloizio Mercadante     | 17 112 127 | 27,07      |
| Partido de Reedificação da Ordem Nacional                                 |                        |                        | Enéas Carneiro            |                        |                        | Roberto Gama e Silva   | 4 671 457  | 7,38       |
| Desenvolvimento do Brasil (PMDB, PSD)                                     |                        |                        | Orestes Quércia           |                        |                        | Iris de Araujo         | 2 772 121  | 4,38       |
| Força do Povo (PDT, PMN)                                                  |                        |                        | Leonel Brizola            |                        |                        | Darcy Ribeiro          | 2 015 836  | 3,19       |
| Partido Progressista Reformador                                           |                        |                        | Esperidião Amin           |                        |                        | Gardênia Gonçalves     | 1 739 458  | 2,75       |
| Partido da Reconstrução Nacional                                          |                        |                        | Carlos Antônio Gomes      |                        |                        | Dilton Carlos Salomoni | 387 611    | 0,61       |
| Partido Social Cristão                                                    |                        |                        | Hernani Fortuna           |                        |                        | Vitor Nósseis          | 238 126    | 0,38       |
| Total de votos válidos                                                    | Total de votos válidos | Total de votos válidos | Total de votos válidos    | Total de votos válidos | Total de votos válidos | Total de votos válidos | 63 262 331 | 100,00     |
| Votos brancos                                                             | Votos brancos          | Votos brancos          | Votos brancos             | Votos brancos          | Votos brancos          | Votos brancos          | 7 192 116  | 7 192 116  |
| Votos nulos                                                               | Votos nulos            | Votos nulos            | Votos nulos               | Votos nulos            | Votos nulos            | Votos nulos            | 7 444 017  | 7 444 017  |
| Votos totais                                                              | Votos totais           | Votos totais           | Votos totais              | Votos totais           | Votos totais           | Votos totais           | 77 898 464 | 77 898 464 |

Walter Queirós, do PRN, e Caetano Matanó, do PTdoB, tiveram suas candidaturas anuladas; Flávio Rocha/Marcos Cintra, do Partido Liberal e Levy Fidelix/Cícero Cavalcante, do PTRB, desistiram das suas candidaturas.
Foram contabilizadas 16 833 946 abstenções em um eleitorado de 94 732 410 pessoas, significando uma taxa de comparecimento de 82,23%.

### 1998
| União, Trabalho e Progresso (PSDB, PFL, PPB, PTB, PSD) |                        |                        | Fernando Henrique Cardoso |                        |                        | Marco Maciel           | 35 936 540 | 53,06      |
| União do Povo Muda Brasil (PT, PDT, PSB, PCdoB, PCB)   |                        |                        | Lula                      |                        |                        | Leonel Brizola         | 21 475 218 | 31,71      |
| Brasil Real e Justo (PPS, PL, PAN)                     |                        |                        | Ciro Gomes                |                        |                        | Roberto Freire         | 7 426 190  | 10,97      |
| Partido de Reedificação da Ordem Nacional              |                        |                        | Enéas Carneiro            |                        |                        | Irapuan Teixeira       | 1 447 090  | 2,14       |
| Partido da Mobilização Nacional                        |                        |                        | Ivan Frota                |                        |                        | João Ferreira da Silva | 251 337    | 0,37       |
| Partido Verde                                          |                        | Alfredo Sirkis         | Alfredo Sirkis            |                        |                        | Carla Piranda Rabello  | 212 984    | 0,31       |
| Partido Socialista dos Trabalhadores Unificado         |                        | Zé Maria               | José Maria de Almeida     |                        |                        | José Galvão de Lima    | 202 659    | 0,30       |
| Outros candidatos                                      | Outros candidatos      | Outros candidatos      | Outros candidatos         | Outros candidatos      | Outros candidatos      | Outros candidatos      | 770 457    | 1,13       |
| Total de votos válidos                                 | Total de votos válidos | Total de votos válidos | Total de votos válidos    | Total de votos válidos | Total de votos válidos | Total de votos válidos | 67 722 475 | 100,00     |
| Votos brancos                                          | Votos brancos          | Votos brancos          | Votos brancos             | Votos brancos          | Votos brancos          | Votos brancos          | 6 688 403  | 6 688 403  |
| Votos nulos                                            | Votos nulos            | Votos nulos            | Votos nulos               | Votos nulos            | Votos nulos            | Votos nulos            | 8 886 895  | 8 886 895  |
| Votos totais                                           | Votos totais           | Votos totais           | Votos totais              | Votos totais           | Votos totais           | Votos totais           | 83 297 773 | 83 297 773 |

Outras 5 candidaturas foram registradas: João de Deus Barbosa de Jesus/Nanci Pilar pelo PTdoB (198 916 votos; 0,29%); José Maria Eymael/Josmar Alderete pelo PSDC (171 831 votos; 0,25%); Thereza Ruiz/Eduardo Gomes pelo PTN (166 138 votos; 0,25%); Sérgio Bueno/Ronald Azaro pelo PSC (124 569 votos; 0,18%); Vasco Azevedo Neto/Alexandre Santos pelo PSN (109 003 votos; 0,16%). Fernando Collor, pela Coligação Renova Brasil (composta por PRN, PRTB e PST) teve seu registro cassado antes da eleição. Oswaldo Souza Oliveira, pelo PRP, e João Olivar Farias, pelo PAN, desistiram antes do pleito.
Foram contabilizadas 22 803 294 abstenções em um eleitorado de 106 101 067 pessoas, significando uma taxa de comparecimento de 78,51%.

### 2002

#### Primeiro turno
| Lula Presidente (PT, PL, PMN, PCdoB, PCB)      |                        |                        | Lula                   |                        |                        | José Alencar           | 39 455 233 | 46,44      |
| Grande Aliança (PSDB, PMDB)                    |                        |                        | José Serra             |                        |                        | Rita Camata            | 19 705 445 | 23,19      |
| Brasil Esperança (PSB, PTC, PGT)               |                        |                        | Anthony Garotinho      |                        |                        | José Antonio Almeida   | 15 180 097 | 17,86      |
| Frente Trabalhista (PPS, PDT, PTB)             |                        |                        | Ciro Gomes             |                        |                        | Paulo Pereira da Silva | 10 170 882 | 11,97      |
| Partido Socialista dos Trabalhadores Unificado |                        | Zé Maria               | José Maria de Almeida  |                        |                        | Dayse Oliveira         | 402 236    | 0,47       |
| Partido da Causa Operária                      |                        | Rui Costa Pimenta      | Rui Costa Pimenta      |                        |                        | Pedro Paulo Pinheiro   | 38 619     | 0,04       |
| Total de votos válidos                         | Total de votos válidos | Total de votos válidos | Total de votos válidos | Total de votos válidos | Total de votos válidos | Total de votos válidos | 84 952 512 | 100,00     |
| Votos brancos                                  | Votos brancos          | Votos brancos          | Votos brancos          | Votos brancos          | Votos brancos          | Votos brancos          | 2 873 720  | 2 873 720  |
| Votos nulos                                    | Votos nulos            | Votos nulos            | Votos nulos            | Votos nulos            | Votos nulos            | Votos nulos            | 6 976 107  | 6 976 107  |
| Votos totais                                   | Votos totais           | Votos totais           | Votos totais           | Votos totais           | Votos totais           | Votos totais           | 94 804 126 | 94 804 126 |

Foram contabilizadas 20 449 987 abstenções em um eleitorado de 115 254 113 pessoas, significando uma taxa de comparecimento de 82,27%.

#### Segundo turno
| Lula Presidente (PT, PL, PMN, PCdoB, PCB) |                        |                        | Lula                   |                        |                        | José Alencar           | 52 793 364 | 61,27      |
| Grande Aliança (PSDB, PMDB)               |                        |                        | José Serra             |                        |                        | Rita Camata            | 33 370 739 | 38,72      |
| Total de votos válidos                    | Total de votos válidos | Total de votos válidos | Total de votos válidos | Total de votos válidos | Total de votos válidos | Total de votos válidos | 86 164 103 | 100,00     |
| Votos brancos                             | Votos brancos          | Votos brancos          | Votos brancos          | Votos brancos          | Votos brancos          | Votos brancos          | 1 727 760  | 1 727 760  |
| Votos nulos                               | Votos nulos            | Votos nulos            | Votos nulos            | Votos nulos            | Votos nulos            | Votos nulos            | 3 772 138  | 3 772 138  |
| Votos totais                              | Votos totais           | Votos totais           | Votos totais           | Votos totais           | Votos totais           | Votos totais           | 91 664 259 | 91 664 259 |

Foram contabilizadas 23 589 188 abstenções em um eleitorado de 115 254 113 pessoas, significando uma taxa de comparecimento de 79,53%.

### 2006

#### Primeiro turno
| A Força do Povo (PT, PRB, PCdoB)     |                        |                        | Lula                   |                        |                        | José Alencar           | 46 662 365  | 48,61       |
| Por um Brasil Decente (PSDB, PFL)    |                        |                        | Geraldo Alckmin        |                        |                        | José Jorge             | 39 968 369  | 41,64       |
| Frente de Esquerda (PSOL, PCB, PSTU) |                        |                        | Heloísa Helena         |                        |                        | César Benjamin         | 6 575 393   | 6,85        |
| Partido Democrático Trabalhista      |                        |                        | Cristovam Buarque      |                        |                        | Jefferson Péres        | 2 538 844   | 2,64        |
| Outros candidatos                    | Outros candidatos      | Outros candidatos      | Outros candidatos      | Outros candidatos      | Outros candidatos      | Outros candidatos      | 251 762     | 0,26        |
| Total de votos válidos               | Total de votos válidos | Total de votos válidos | Total de votos válidos | Total de votos válidos | Total de votos válidos | Total de votos válidos | 95 996 733  | 100,00      |
| Votos brancos                        | Votos brancos          | Votos brancos          | Votos brancos          | Votos brancos          | Votos brancos          | Votos brancos          | 2 866 205   | 2 866 205   |
| Votos nulos                          | Votos nulos            | Votos nulos            | Votos nulos            | Votos nulos            | Votos nulos            | Votos nulos            | 5 957 521   | 5 957 521   |
| Votos totais                         | Votos totais           | Votos totais           | Votos totais           | Votos totais           | Votos totais           | Votos totais           | 104 820 459 | 104 820 459 |

Outras 3 candidaturas foram registradas: Ana Maria Rangel/Delma Gama pelo PRP (126 404 votos; 0,13%); José Maria Eymael/José Paulo da Silva Neto pelo PSDC (63 294 votos; 0,07%); Luciano Bivar/Américo de Souza pelo PSL (62 064 votos; 0,06%).
Foram contabilizadas 21 092 675 abstenções em um eleitorado de 125 913 134 pessoas, significando uma taxa de comparecimento de 83,25%.

#### Segundo turno
| A Força do Povo (PT, PRB, PCdoB)  |                        |                        | Lula                   |                        |                        | José Alencar           | 58 295 042  | 60,83       |
| Por um Brasil Decente (PSDB, PFL) |                        |                        | Geraldo Alckmin        |                        |                        | José Jorge             | 37 543 178  | 39,17       |
| Total de votos válidos            | Total de votos válidos | Total de votos válidos | Total de votos válidos | Total de votos válidos | Total de votos válidos | Total de votos válidos | 95 838 220  | 100,00      |
| Votos brancos                     | Votos brancos          | Votos brancos          | Votos brancos          | Votos brancos          | Votos brancos          | Votos brancos          | 1 351 448   | 1 351 448   |
| Votos nulos                       | Votos nulos            | Votos nulos            | Votos nulos            | Votos nulos            | Votos nulos            | Votos nulos            | 4 808 553   | 4 808 553   |
| Votos totais                      | Votos totais           | Votos totais           | Votos totais           | Votos totais           | Votos totais           | Votos totais           | 101 998 221 | 101 998 221 |

Foram contabilizadas 23 914 714 abstenções em um eleitorado de 125 913 479 pessoas, significando uma taxa de comparecimento de 81,01%.

### 2010

#### Primeiro turno
| Para o Brasil seguir mudando (PT, PMDB, PDT, PCdoB, PSB, PR, PRB, PSC, PTC e PTN) |                        |                          | Dilma Rousseff           |                        |                        | Michel Temer           | 47 651 434  | 46,91       |
| O Brasil pode mais (PSDB, DEM, PPS, PMN, PTdoB e PTB)                             |                        |                          | José Serra               |                        |                        | Índio da Costa         | 33 132 283  | 32,61       |
| Partido Verde                                                                     |                        |                          | Marina Silva             |                        |                        | Guilherme Leal         | 19 636 359  | 19,33       |
| Partido Socialismo e Liberdade                                                    |                        | Plínio de Arruda Sampaio | Plínio de Arruda Sampaio |                        |                        | Hamilton Assis         | 886 816     | 0,87        |
| Outros candidatos                                                                 | Outros candidatos      | Outros candidatos        | Outros candidatos        | Outros candidatos      | Outros candidatos      | Outros candidatos      | 283 261     | 0,28        |
| Total de votos válidos                                                            | Total de votos válidos | Total de votos válidos   | Total de votos válidos   | Total de votos válidos | Total de votos válidos | Total de votos válidos | 101 590 153 | 100,00      |
| Votos brancos                                                                     | Votos brancos          | Votos brancos            | Votos brancos            | Votos brancos          | Votos brancos          | Votos brancos          | 3 479 340   | 3 479 340   |
| Votos nulos                                                                       | Votos nulos            | Votos nulos              | Votos nulos              | Votos nulos            | Votos nulos            | Votos nulos            | 6 124 254   | 6 124 254   |
| Votos totais                                                                      | Votos totais           | Votos totais             | Votos totais             | Votos totais           | Votos totais           | Votos totais           | 111 193 747 | 111 193 747 |

Outras 5 candidaturas foram registradas: José Maria Eymael/José Paulo da Silva Neto pelo PSDC (89 350 votos; 0,09%); José Maria de Almeida/Cláudia Durans pelo PSTU (84 609 votos; 0,08%); Levy Fidélix/Luiz Eduardo Ayres Duarte pelo PRTB (57 960 votos; 0,06%); Ivan Pinheiro/Edmilson Costa pelo PCB (39 136 votos; 0,04%); Rui Costa Pimenta/Edson Dorta Silva pelo PCO (12 206 votos; 0,01%).
Foram contabilizadas 24 610 296 abstenções em um eleitorado de 135 804 433 pessoas, significando uma taxa de comparecimento de 81,88%.

#### Segundo turno
| Para o Brasil seguir mudando (PT, PMDB, PDT, PCdoB, PSB, PR, PRB, PSC, PTC e PTN) |                        |                        | Dilma Rousseff         |                        |                        | Michel Temer           | 55 752 529  | 56,05       |
| O Brasil pode mais (PSDB, DEM, PPS, PMN, PTdoB e PTB)                             |                        |                        | José Serra             |                        |                        | Índio da Costa         | 43 711 388  | 43,95       |
| Total de votos válidos                                                            | Total de votos válidos | Total de votos válidos | Total de votos válidos | Total de votos válidos | Total de votos válidos | Total de votos válidos | 99 463 917  | 100,00      |
| Votos brancos                                                                     | Votos brancos          | Votos brancos          | Votos brancos          | Votos brancos          | Votos brancos          | Votos brancos          | 2 452 597   | 2 452 597   |
| Votos nulos                                                                       | Votos nulos            | Votos nulos            | Votos nulos            | Votos nulos            | Votos nulos            | Votos nulos            | 4 689 428   | 4 689 428   |
| Votos totais                                                                      | Votos totais           | Votos totais           | Votos totais           | Votos totais           | Votos totais           | Votos totais           | 106 606 214 | 106 606 214 |

Foram contabilizadas 29 197 152 abstenções em um eleitorado de 135 804 433 pessoas, significando uma taxa de comparecimento de 78,50%.

### 2014

#### Primeiro turno
| Com a Força do Povo (PT, PMDB, PSD, PP, PR, PDT, PRB, PROS, PCdoB) |                        |                        | Dilma Rousseff         |                        |                        | Michel Temer           | 43 267 668  | 41,59       |
| Muda Brasil (PSDB, SD, PMN, PEN, PTN, PTC, DEM, PTdoB, PTB)        |                        |                        | Aécio Neves            |                        |                        | Aloysio Nunes          | 34 897 211  | 33,55       |
| Unidos pelo Brasil (PSB, PPS, PSL, PHS, PPL, PRP)                  |                        |                        | Marina Silva           |                        |                        | Beto Albuquerque       | 22 176 619  | 21,32       |
| Partido Socialismo e Liberdade                                     |                        |                        | Luciana Genro          |                        |                        | Jorge Paz              | 1 612 186   | 1,55        |
| Partido Social Cristão                                             |                        |                        | Pastor Everaldo        |                        |                        | Leonardo Gadelha       | 780 513     | 0,75        |
| Partido Verde                                                      |                        |                        | Eduardo Jorge          |                        |                        | Célia Sacramento       | 630 099     | 0,61        |
| Partido Renovador Trabalhista Brasileiro                           |                        |                        | Levy Fidélix           |                        |                        | José Alves de Oliveira | 446 878     | 0,43        |
| Outros candidatos                                                  | Outros candidatos      | Outros candidatos      | Outros candidatos      | Outros candidatos      | Outros candidatos      | Outros candidatos      | 212 369     | 0,20        |
| Total de votos válidos                                             | Total de votos válidos | Total de votos válidos | Total de votos válidos | Total de votos válidos | Total de votos válidos | Total de votos válidos | 104 023 543 | 100,00      |
| Votos brancos                                                      | Votos brancos          | Votos brancos          | Votos brancos          | Votos brancos          | Votos brancos          | Votos brancos          | 6 678 580   | 6 678 580   |
| Votos nulos                                                        | Votos nulos            | Votos nulos            | Votos nulos            | Votos nulos            | Votos nulos            | Votos nulos            | 4 420 488   | 4 420 488   |
| Votos totais                                                       | Votos totais           | Votos totais           | Votos totais           | Votos totais           | Votos totais           | Votos totais           | 115 122 611 | 115 122 611 |

Outras 4 candidaturas foram registradas: José Maria de Almeida/Cláudia Durans pelo PSTU (91 209 votos; 0,09%); José Maria Eymael/Roberto Lopes pelo PSDC (61 250 votos; 0,06%); Mauro Iasi/Sofia Manzano pelo PCB (47 845 votos; 0,05%); Rui Costa Pimenta/Ricardo Machado pelo PCO (12 324 votos; 0,01%).
Foram contabilizadas 27 699 435 abstenções em um eleitorado de 142 822 046 pessoas, significando uma taxa de comparecimento de 80,61%.

#### Segundo turno
| Com a Força do Povo (PT, PMDB, PSD, PP, PR, PDT, PRB, PROS, PCdoB) |                        |                        | Dilma Rousseff         |                        |                        | Michel Temer           | 54 501 118  | 51,64       |
| Muda Brasil (PSDB, SD, PMN, PEN, PTN, PTC, DEM, PTdoB, PTB)        |                        |                        | Aécio Neves            |                        |                        | Aloysio Nunes          | 51 041 155  | 48,36       |
| Total de votos válidos                                             | Total de votos válidos | Total de votos válidos | Total de votos válidos | Total de votos válidos | Total de votos válidos | Total de votos válidos | 105 542 273 | 100,00      |
| Votos brancos                                                      | Votos brancos          | Votos brancos          | Votos brancos          | Votos brancos          | Votos brancos          | Votos brancos          | 1 921 819   | 1 921 819   |
| Votos nulos                                                        | Votos nulos            | Votos nulos            | Votos nulos            | Votos nulos            | Votos nulos            | Votos nulos            | 5 219 787   | 5 219 787   |
| Votos totais                                                       | Votos totais           | Votos totais           | Votos totais           | Votos totais           | Votos totais           | Votos totais           | 112 683 879 | 112 683 879 |

Foram contabilizadas 30 137 479 abstenções em um eleitorado de 142 822 046 pessoas, significando uma taxa de comparecimento de 78,90%.

### 2018

#### Primeiro turno
| Brasil acima de Tudo, Deus acima de Todos (PSL, PRTB)                     |                        |                        | Jair Bolsonaro         |                        |                        | Hamilton Mourão         | 49 276 990  | 46,03       |
| O povo feliz de novo (PT, PCdoB, PROS)                                    |                        |                        | Fernando Haddad        |                        |                        | Manuela d'Ávila         | 31 342 005  | 29,28       |
| Brasil Soberano (PDT, Avante)                                             |                        |                        | Ciro Gomes             |                        |                        | Kátia Abreu             | 13 344 366  | 12,47       |
| Para Unir o Brasil (PSDB, PP, PTB, PSD, PRB, PR, DEM, Solidariedade, PPS) |                        |                        | Geraldo Alckmin        |                        |                        | Ana Amélia Lemos        | 5 096 349   | 4,76        |
| Partido Novo                                                              |                        | João Amoêdo            | João Amoêdo            |                        |                        | Christian Lohbauer      | 2 679 744   | 2,50        |
| Patriota                                                                  |                        |                        | Cabo Daciolo           |                        |                        | Suelene Balduino        | 1 348 323   | 1,26        |
| Essa é a Solução (MDB, PHS)                                               |                        | Henrique Meirelles     | Henrique Meirelles     |                        |                        | Germano Rigotto         | 1 288 948   | 1,20        |
| Unidos para transformar o Brasil (REDE, PV)                               |                        |                        | Marina Silva           |                        |                        | Eduardo Jorge           | 1 069 577   | 1,00        |
| Mudança de Verdade (PODE, PRP, PSC, PTC)                                  |                        | Álvaro Dias            | Álvaro Dias            |                        |                        | Paulo Rabello de Castro | 859 601     | 0,80        |
| Vamos Sem Medo de Mudar o Brasil (PSOL, PCB)                              |                        | Guilherme Boulos       | Guilherme Boulos       |                        |                        | Sônia Guajajara         | 617 122     | 0,58        |
| Outros candidatos                                                         | Outros candidatos      | Outros candidatos      | Outros candidatos      | Outros candidatos      | Outros candidatos      | Outros candidatos       | 127 648     | 0,12        |
| Total de votos válidos                                                    | Total de votos válidos | Total de votos válidos | Total de votos válidos | Total de votos válidos | Total de votos válidos | Total de votos válidos  | 107 050 673 | 100,00      |
| Votos brancos                                                             | Votos brancos          | Votos brancos          | Votos brancos          | Votos brancos          | Votos brancos          | Votos brancos           | 3 106 936   | 3 106 936   |
| Votos nulos                                                               | Votos nulos            | Votos nulos            | Votos nulos            | Votos nulos            | Votos nulos            | Votos nulos             | 7 206 205   | 7 206 205   |
| Votos pendentes                                                           | Votos pendentes        | Votos pendentes        | Votos pendentes        | Votos pendentes        | Votos pendentes        | Votos pendentes         | 746         | 746         |
| Votos totais                                                              | Votos totais           | Votos totais           | Votos totais           | Votos totais           | Votos totais           | Votos totais            | 117 364 560 | 117 364 560 |

Outras 3 candidaturas foram registradas: Vera Lúcia/Hertz Dias pelo PSTU (55 762 votos; 0,05%); José Maria Eymael/Helvio Costa pelo DC (41 710 votos; 0,04%); João Goulart Filho/Léo Alves pelo PPL (30 176 votos; 0,03%).
Foram contabilizadas 29 941 265 abstenções em um eleitorado de 147 306 295 pessoas, significando uma taxa de comparecimento de 79,67%.

#### Segundo turno
| Brasil acima de Tudo, Deus acima de Todos (PSL, PRTB) |                        |                        | Jair Bolsonaro         |                        |                        | Hamilton Mourão        | 57 797 847  | 55,13       |
| O povo feliz de novo (PT, PCdoB, PROS)                |                        |                        | Fernando Haddad        |                        |                        | Manuela d'Ávila        | 47 040 906  | 44,87       |
| Total de votos válidos                                | Total de votos válidos | Total de votos válidos | Total de votos válidos | Total de votos válidos | Total de votos válidos | Total de votos válidos | 104 838 753 | 100,00      |
| Votos brancos                                         | Votos brancos          | Votos brancos          | Votos brancos          | Votos brancos          | Votos brancos          | Votos brancos          | 2 486 593   | 2 486 593   |
| Votos nulos                                           | Votos nulos            | Votos nulos            | Votos nulos            | Votos nulos            | Votos nulos            | Votos nulos            | 8 608 105   | 8 608 105   |
| Votos totais                                          | Votos totais           | Votos totais           | Votos totais           | Votos totais           | Votos totais           | Votos totais           | 115 933 451 | 115 933 451 |

Foram contabilizadas 31 371 704 abstenções em um eleitorado de 147 306 295 pessoas, significando uma taxa de comparecimento de 78,70%.

### 2022

#### Primeiro turno
| Brasil da Esperança (FE Brasil (PT, PCdoB, PV), PSB, Fed. PSOL/REDE (PSOL, REDE), Solidariedade, Avante, Agir, PROS) |                        |                        | Lula                   |                        |                        | Geraldo Alckmin        | 57 259 504  | 48,43       |
| Pelo Bem do Brasil (PL, Republicanos, PP)                                                                            |                        |                        | Jair Bolsonaro         |                        |                        | Braga Netto            | 51 072 345  | 43,20       |
| Brasil para Todos (MDB, Fed. Sempre pra Frente (PSDB, Cidadania), PODE)                                              |                        |                        | Simone Tebet           |                        |                        | Mara Gabrilli          | 4 915 423   | 4,16        |
| Partido Democrático Trabalhista                                                                                      |                        |                        | Ciro Gomes             |                        |                        | Ana Paula Matos        | 3 599 287   | 3,04        |
| União Brasil |                        |                        | Soraya Thronicke       |                        |                        | Marcos Cintra          | 600 955     | 0,51        |
| Partido Novo |                        |                        | Felipe d'Avila         |                        |                        | Tiago Mitraud          | 559 708     | 0,47        |
| Outros candidatos | Outros candidatos      | Outros candidatos      | Outros candidatos      | Outros candidatos      | Outros candidatos      | Outros candidatos      | 222 497     | 0,19        |
| Total de votos válidos                                                                                               | Total de votos válidos | Total de votos válidos | Total de votos válidos | Total de votos válidos | Total de votos válidos | Total de votos válidos | 118 229 719 | 100,00      |
| Votos brancos | Votos brancos          | Votos brancos          | Votos brancos          | Votos brancos          | Votos brancos          | Votos brancos          | 1 964 779   | 1 964 779   |
| Votos nulos | Votos nulos            | Votos nulos            | Votos nulos            | Votos nulos            | Votos nulos            | Votos nulos            | 3 487 874   | 3 487 874   |
| Votos totais | Votos totais           | Votos totais           | Votos totais           | Votos totais           | Votos totais           | Votos totais           | 123 682 372 | 123 682 372 |

Outras 5 candidaturas foram registradas: Padre Kelmon/Pastor Galmonal pelo PTB (81 129 votos; 0,07%); Léo Péricles/Samara Martins pelo UP (53 519 votos; 0,05%); Sofia Manzano/Antônio Alves pelo PCB (45 620 votos; 0,04%); Vera Lúcia/Raquel Tremembé pelo PSTU (25 625 votos; 0,02%); Constituinte Eymael/Professor Bravo pelo DC (16 604 votos; 0,01%).
Foram contabilizadas 32 770 982 abstenções em um eleitorado de 156 453 354 pessoas, significando uma taxa de comparecimento de 79,05%.

#### Segundo turno
| Brasil da Esperança (FE Brasil (PT, PCdoB, PV), PSB, Fed. PSOL/REDE (PSOL, REDE), Solidariedade, Avante, Agir, PROS) |                        |                        | Lula                   |                        |                        | Geraldo Alckmin        | 60 345 999  | 50,90       |
| Pelo Bem do Brasil (PL, Republicanos, PP)                                                                            |                        |                        | Jair Bolsonaro         |                        |                        | Braga Netto            | 58 206 354  | 49,10       |
| Total de votos válidos                                                                                               | Total de votos válidos | Total de votos válidos | Total de votos válidos | Total de votos válidos | Total de votos válidos | Total de votos válidos | 118 552 353 | 100,00      |
| Votos brancos | Votos brancos          | Votos brancos          | Votos brancos          | Votos brancos          | Votos brancos          | Votos brancos          | 1 769 678   | 1 769 678   |
| Votos nulos | Votos nulos            | Votos nulos            | Votos nulos            | Votos nulos            | Votos nulos            | Votos nulos            | 3 930 765   | 3 930 765   |
| Votos totais | Votos totais           | Votos totais           | Votos totais           | Votos totais           | Votos totais           | Votos totais           | 124 252 796 | 124 252 796 |

Foram contabilizadas 32 200 558 abstenções em um eleitorado de 156 453 354 pessoas, significando uma taxa de comparecimento de 79,42%.

## Resultados nos estados
- Eleições presidenciais no Estado de São Paulo